# Hardwell
Hardwell (* 7. Januar 1988 in Breda, Nordbrabant; bürgerlich Robbert van de Corput) ist ein niederländischer DJ und Musikproduzent, der durch seine Aktivität im Bereich des Electro-House bekannt wurde. Zwischen 2015 und 2017 war er auch in weiteren Genres wie Hardstyle oder Pop tätig. Erstmalige Aufmerksamkeit konnte er in der DJ-Szene durch seine Auftritte bei Festivals wie dem Tomorrowland und dem Ultra Music Festival zwischen den Jahren 2010 und 2012 gewinnen, bis er von 2013 bis 2014 als zu diesem Zeitpunkt jüngste „Nummer Eins“ an der Spitze der DJ-Mag-Charts stand. Er galt als fester Bestandteil großer Events rund um den Globus, bevor er sich im Spätsommer 2018 aus dem Rampenlicht zurückzog. Hardwell ist Gründer des Plattenlabels Revealed Recordings und konnte erstmals im Jahr 2012 mit dem Lied Spaceman auch als Produzent kommerziellen Erfolg landen. In den Folgejahren erhielt er mit Liedern wie Apollo, Young Again oder Sally weltweite Anerkennung und veröffentlichte 2015 sein erstes Studioalbum United We Are. Als sein Idol bezeichnete er Tiësto, der lange Zeit als sein Mentor agierte.
Nach einer mehrjährigen Pause startete Hardwell 2022 ein Comeback mit einem neuen Studioalbum und einer Welttournee. Dabei richtete er seinen Musikstil mit Einflüssen der Genres Techno und Future-Rave neu aus.

## Biografie

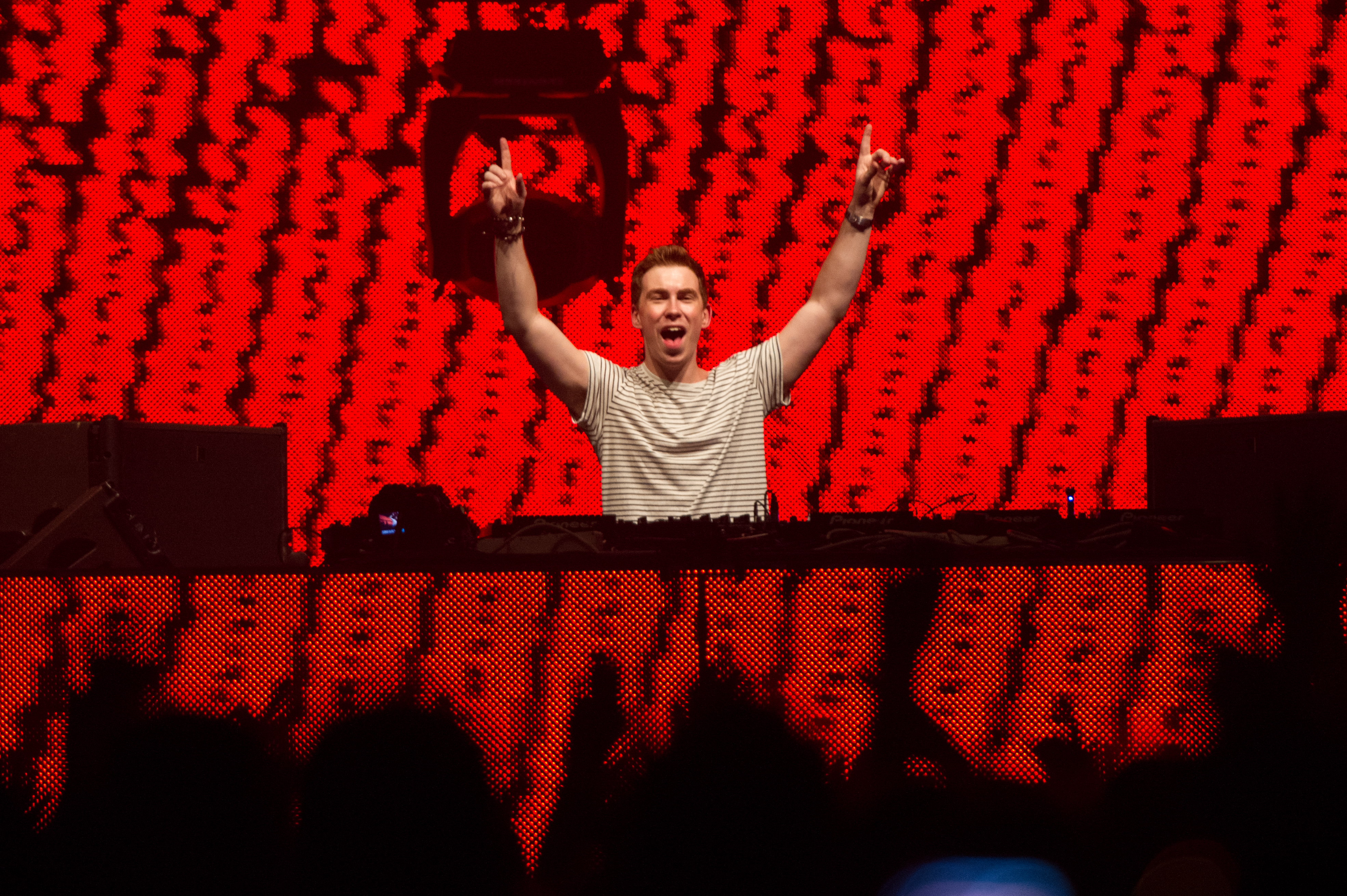
Hardwell beim Summer Sound Festival 2012

### Pseudonym
Das Pseudonym Hardwell stammt aus einer Idee seines Vaters, der die Bestandteile des Nachnamens „Corput“ ins Englische übersetzte. Das lateinische Wort „cor“ wurde zum englischen Wort „heart“ (zu deutsch: „Herz“), das niederländische Wort „put“ wurde zum englischen Wort „well“ (zu deutsch: „Brunnen“) übersetzt. Inspiriert von dieser ursprünglichen Übersetzung entstand daraus nach leichter Abwandlung das Pseudonym des niederländischen DJs und Produzenten Hardwell.

### Musikalische Anfänge
Hardwell wurde im Jahre 1988 in Breda geboren und begann schon früh, sich nach Musik zu orientieren. Im Alter von 4 Jahren nahm er erstmals Klavierunterricht und erhielt eine Ausbildung an einer Musikschule. Als er 10 Jahre alt war, sah er eine Dokumentation auf dem niederländischen Musik-TV-Sender MTV, die sich mit dem Werdegang von Tiësto, Armin van Buuren und Ferry Corsten beschäftigte. Diese inspirierte ihn dazu, ebenfalls eine Karriere in diesem Bereich anzustreben. Bereits mit zwölf Jahren begann er mit ersten eigenen Produktionen im Bereich des Electro, während er zunächst Geld als Hip-Hop-DJ verdiente. Durch seine Teilnahme an unterschiedlichen Wettbewerben machte er sich erstmals einen Namen und stellte seine Fähigkeiten unter Beweis. Eines seiner Idole war der ebenfalls aus Breda stammende DJ und Produzent Tiësto, dem der Sprung in die Dance-Szene auf ähnlichem Wege gelang.
Durch den Wandel des Hip-Hop immer weiter zu einer Underground-Szene, entschied sich Hardwell zu einem Genrewechsel hin zu kommerzieller elektronischer Tanzmusik. Er startete mit dem Produzieren von Remixen und lud diese auf mehreren Plattformen im Internet hoch. Durch seine Webpräsenz wurde der niederländische Radio-Sender „Radio 538“ auf ihn aufmerksam und spielten seinen Bootleg des Liedes Without Me vom US-amerikanischen Rapper Eminem. Die Moderatoren luden den zu diesem Zeitpunkt 14-Jährigen Hardwell daraufhin zu einem Interview ins Studio ein. Das niederländische Produzenten-Duo Klubbheads hörten Interview und Lied und ermöglichten Hardwell einen Plattenvertrag bei ihrem Plattenlabel „Digidance“. Drei Wochen später erfolgte sein erstes offizielles Release mit der Doppel-CD Bubbling Beats 1.
Während er durch die Niederlande tourte und vermehrt Auftritte in bekannten Clubs absolvierte, lernte er den niederländischen und zu der Zeit recht erfolgreichen DJ und Produzenten Chuckie kennen, der ihm weitere Auftritte als Support-Act ermöglichte. Auch seine erste offizielle Single Play It Around aus dem Jahr 2006 wurde ein großer Hit in niederländischen Clubs. Die Single wies eine Kombination unterschiedlicher, derzeit aktuellen musikalischen Genres, als auch seines eigenen Stils auf. Zur selben Zeit startete er mit dem Release seiner Kompilations-Reihe Electro Beatz um weiterhin Remixe und inoffizielle Produktionen vermarkten zu können.
Um die Electro-Beatz-Sampler besser vermarkten zu können, gründete Hardwell im Jahr 2006 einen YouTube-Kanal, auf dem er fortan sehr aktiv wurde. Parallel spielte er auf dem Breda Barst, einem Musikfestival in seiner Heimatstadt. Bei diesem Auftritt trat Hardwell erstmals vor einem Festivalpublikum auf.

### 2007–2010: musikalischer Durchbruch und „Revealed Recordings“
Ende 2007 veröffentlichte er das Lied Never Knew Love. Dieses nahm er gemeinsam mit Greatski auf und erreichte erstmals eine Platzierung in den offiziellen niederländischen Single-Charts. Zudem sorgten Remixe wie zu Gregor Salto und Chuckies Toys Are Nuts gemeinsam mit dem ebenfalls niederländischen DJ und Produzenten R3hab sowie einen Mix zu You Don’t Love Me von Sidney Samson und Skitzofrenix im Jahr 2008 für nationale Bekanntheit und konnte sich wochenlang an der Spitze der dortigen Dance-Charts festsetzen.
Im Jahr 2009 kontaktierte Tiësto ihn per E-Mail und sagte, dass er ein großer Fan seiner Musik sei und lud ihn zu einem seiner Auftritte ein. Zu diesem standen sie gemeinsam auf der Bühne und Hardwell baute sich endgültig eine große nationale Fangemeinde in den Niederlanden auf. Diese baute Hardwell durch Gigs auf medial beachteten Ereignissen wie dem „Dancevalley Festival“, für die er mit Twilight Zone die offizielle Hymne produzierte, aus.
Im selben Jahr veröffentlichte er einen Mash-Up von Mobin Master Cover-Version des Liedes Show Me Love von Robin S. und Steve Angello und Laidback Lukes Lied Be. Dieser Mash-Up wurde viral und wurde von unzähligen DJs auf Live-Auftritten gespielt. Steve Angello und Laidback Luke beschlossen daraufhin, diesen Mash-Up in einer überarbeiteten Version als Single zu veröffentlichen. Hardwells ursprünglicher Bootleg wurde ebenfalls auf der Single verfügbar gemacht sowie auch ein neuer Remix des Niederländers.
Ebenfalls nahm sich Hardwell die Gründung eines eigenen Plattenlabels für elektronische Tanzmusik vor, um eine Plattform für junge Talente zu bieten und selber über seine eigene Musik bestimmen zu können, da jegliches Label, das ihn unter Vertrag nehmen wollte, unzählige Veränderungen zur Bedingung machte. Zudem wollte er durch die Gründung von „Revealed Recordings“, um selbst Einfluss auf die Entwicklung der Musik nehmen zu können. Er konnte aufstrebende EDM-Künstler wie das Duo W&W sowie auch seine persönlichen Freunde Dannic und Dyro als regelmäßig wiederkehrende Produzenten für „Revealed Recordings“ gewinnen. Bereits mit der ersten Ausgabe der seit Gründung des Labels jährlich erscheinenden Kompilationen „Hardwell Presents Revealed“, gelang ihm ein kommerzieller Erfolg. In Bezug auf das fünfjährige Bestehen wurde auf der Website des Labels eine Abstimmung online gestellt, bei der man bis zum 20. Mai 2015 die Möglichkeit hatte, für sein Lieblingstitel der letzten Jahre zu stimmen. Die besten 100 wurden auf einem Sampler veröffentlicht. Die Top-3 bestehen aus Hardwells Spaceman, KSHMR und DallasKs Burn sowie Left Behinds von Paris Blohm & Taylr Renee.

### 2011–2012: „Hardwell On Air“ &Spaceman
Im Jahre 2011 unterzeichnete er einen weiteren Plattenvertrag mit dem deutschen Dance-Label Kontor Records, bei dem seiner Zeit Künstler wie Blasterjaxx, Dvbbs oder Dimitri Vegas & Like Mike unter Vertrag standen. Durch diesen erlangten seine Veröffentlichungen eine höhere Reichweite und weit aus mehr Support. Im März 2011 begann Hardwell, wöchentlich seinen eigenen Podcast „Hardwell On Air“ zu präsentieren. Hierbei handelt es sich um eine einstündige Auswahl von Liedern verschiedener Künstler. Der Podcast entwickelte sich zu einem Internet-Erfolg und wird mittlerweile von zahlreichen renommierten Radiosendern wie Slam! in den Niederlanden sowie auf Sirius XM in den USA weltweit ausgestrahlt und binnen Stunden Hunderttausende Male angeklickt.
Des Weiteren erfüllte sich im selben Jahr der Wunsch nach einer Zusammenarbeit mit Tiësto. Nach zahlreichen Studioarbeiten entstand der Track Zero 76. Ausschlaggebend für den Titel war die Telefonvorwahl „076“ ihrer Heimatstadt Breda. Zudem traten sie im Jahre 2014 auf dem Tomorrowland Festival in Belgien auf. Ihr gemeinsames Set wurde auf YouTube innerhalb kürzester Zeit mehrere Millionen Male aufgerufen. Mit der Nachfolger-Single Cobra erreichte er 2011 nach 5 Jahren erstmals wieder die niederländischen Single-Charts. Der Track wurde als Hymne für das Festival „Trance Energy 2011“ verwendet und stand auf Platz-1 der Beatport-Charts. Auch Encoded wurde ein Erfolg und wird seitdem als Introsong seines Podcasts verwendet.

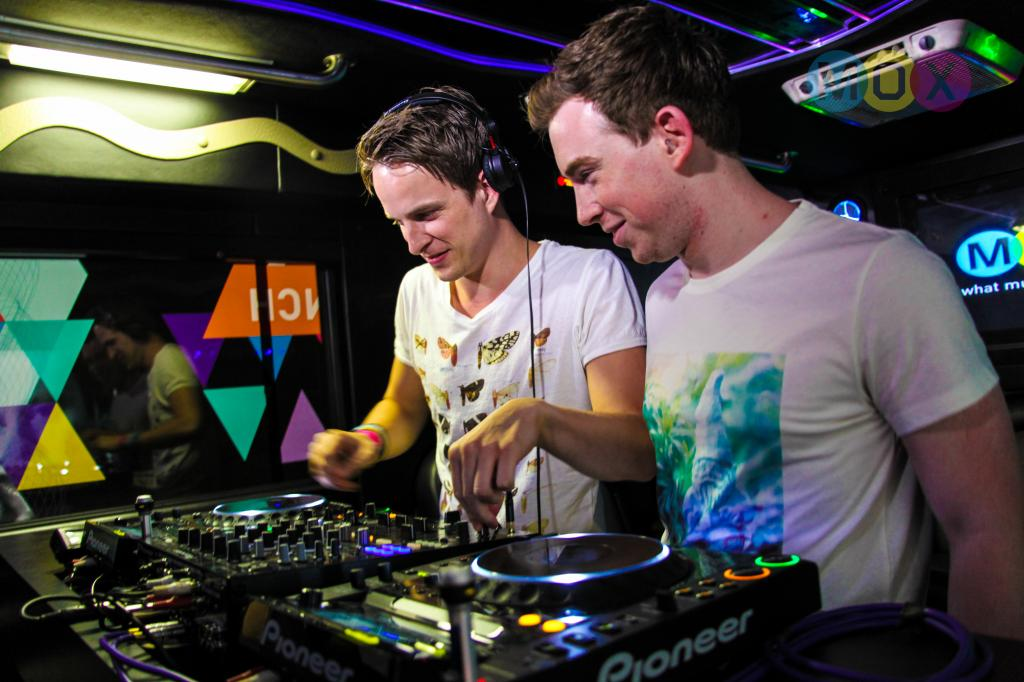
Hardwell und Dannic während der MOX Revealed-Bus-Party 2013

2011 konnte sich Hardwell erstmals in der Wahl der Top 100 DJs von DJ Mag platzieren und stieg hinter Skrillex als zweithöchster Neueinsteiger auf Platz 24 ein. Bei den International Dance Music Awards 2012 gewann er außerdem die Auszeichnung als Best Break-Through DJ. Neben ihm waren unter anderem Alesso, Ørjan Nilsen und Dada Life nominiert. Des Weiteren feierte er seinen ersten Auftritt in den Vereinigten Staaten. Dieser erfolgte beim EDC Vegas. Das Live-Set lud er anschließend auf seinem SoundCloud-Channel hoch, womit er einen neuen Trend einleitete.
Am 31. Juli 2012 erschien der Track Spaceman, der einer seiner größten Erfolge wurde und sich über eine halbe Million Mal allein in den USA verkaufte. Er galt als der Club-Hit 2012 und wurde auf sämtlichen Festivals gespielt. Des Weiteren gilt er als Vater des Big-Room-House. Eine Vocal-Version mit Mitch Crown brachte ihm eine weitere Platzierung in seiner Heimat ein. In den folgenden Jahren erschienen etliche Remixe des Liedes sowie einem Mash-Up mit einem von Hardwell produzierten Hardstyle-Remix von Blasterjaxx und W&Ws Rocket, den er bei zahlreichen Sets als Outro-Song verwendete. Der Mash-Up erhielt sehr positive Kritik und wurde im Internet mehrere hunderttausend Male aufgerufen.
Aufgrund seines Erfolges wurden die Veranstalter wichtiger Musikfestivals auf den Niederländer aufmerksam, sodass er als Headliner zu Creamfields, dem Electric Zoo Festival, dem Electric Daisy Carnival, dem Ultra Music Festival sowie Nature One eingeladen wurde. Als einen weiteren Höhepunkt seiner Karriere bezeichnete er seinen Auftritt beim Tomorrowland 2012, dessen Live-Stream er anschließend als erster DJ überhaupt auf seinem YouTube-Kanal hochlud. Das dazugehörige Video zählt bis heute mehrere zehn Millionen Klicks, davon erfolgten eine Million Klicks binnen der ersten 24 Stunden. Sein Set galt unter Experten als eines der besten des Jahres. Im Herbst 2012 erreichte Hardwell in der Rangliste der DJ Mag Top 100 den sechsten Platz.

### 2013: Eröffnung derI Am Hardwell Tour& „Der beste DJ der Welt“

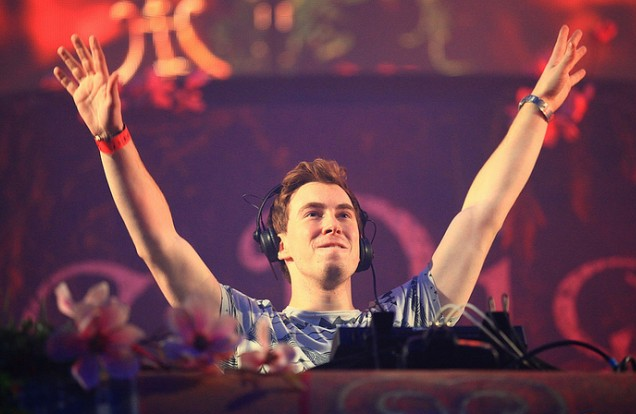
Hardwell (2013)

Am 29. Januar 2013 startete Hardwell gemeinsam mit seinen DJ-Kollegen und gleichzeitig besten Freunden Dannic und Dyro in Ottawa eine Bus-Tour durch Kanada. Diese erfolgte in Verbindung mit „Revealed-Music“ und verlieh dem Trio den Namen „Dutch-House-Mafia“. Dyro und Dannic begleiteten Hardwell ebenfalls auf seiner Nord-Amerika-Tour im Sommer 2013.
Die Single Apollo, die am 1. Februar 2013 veröffentlicht wurde, war ein weiterer großer Erfolg und erreichte die Charts zahlreicher europäischer Länder, darunter in Österreich, Belgien, Frankreich und den Niederlanden. Die Sängerin des Songs ist Amba Shepherd. Der Song wurde für seine Zeitlosigkeit gelobt und wurde von Hardwell auch Jahre später immer noch in seinen Sets gespielt. Nach einem Remix-Paket erschienen zudem eine, von ihm selber gemixte „Ultra“- und eine „Private-Version“, die die Break vom Noisecontrollers- und Drop vom Lucky-Date-Remix enthalten.
Eine Kollaboration, die mit DJ-Größe Laidback Luke entstand, erschien am 22. April 2013. Dynamo hieß der Track, konnte zwar auf Beatport bis in die Top-10 vorrücken, geriet jedoch trotz der Namenspopularität schnell in Vergessenheit. Parallel startete er seine erste weltweite Tour mit dem Titel I Am Hardwell und tourte gemeinsam mit Dannic und Dyro für mehrere Wochen als „Hardwell Presents Revealed – Canadian Bus Tour“ durch Kanada. Mit dem Mitschnitt seines Ultra-Music-Festival-Sets, löste er sein Tomorrowland-Liveset vom Vorjahr als meistgeklicktes DJ-Set auf YouTube ab. Zudem stellte er bei den Live-Streams des Ultra Music Festivals einen Rekord auf; sein Set wurde von über 80.000 Zuschauern live verfolgt.
Am 20. Juni 2013 erschien die vierte Ausgabe seiner Hardwell-presents-Revealed-Kollaborationen. Diese stellt die bis heute erfolgreichste seiner Art dar; so erreichte sie unter anderem Platz zwei in den Niederlanden, erstmals eine Platzierung in den US-amerikanischen Album-Charts sowie die deutschen Top-15. Am 2. Juli 2013 wurde zudem die erwartete Never Say Goodbye veröffentlicht, die zusammen mit seinem guten Freund Dyro und der US-amerikanischen Sängerin Heather Bright alias Bright Lights aufgenommen wurden. Bereits beim Ulta Music Festival im März 2013 stellten sie das Lied zusammen vor. Der Track nahm einen ähnlichen Stellenwert, wie Apollo ein und entwickelte sich zu einem Festival-Hit.
Ein weiteres Mal trat er im Sommer 2013 als Headliner beim Tomorrowland auf. Kurz darauf erschien die Single Jumper in Zusammenarbeit mit dem DJ-Duo W&W, der neben Martin Garrix’ Animals und Dvbbs’ Tsunami als einer der Clubhits des Jahres 2013 galt. Parallel erschien ein Remix des populären Themas Man with the Red Face, basierend auf der Version von Mark Knight und Funkagenda aus dem Jahr 2008. Seine Reproduktion konnte ihm ein weiters mal eine Platzierung in den niederländischen Single-Charts einräumen.
Im Herbst 2013 wurde er von den Wählern des DJ Mags zum besten DJ gekürt. Mit einem Alter von 25 Jahren war er der bis dato jüngste DJ, der bei der Wahl der Top 100 DJs des DJ Magazine jemals den ersten Platz erreichte.
Ebenfalls im Oktober 2013, veröffentlicht er in Zusammenarbeit mit MakJ das Lied Countdown, mit dem er sich endgültig in der Big-Room-Schiene etablierte. Der Track konnte sich ein weiteres Mal die niederländischen Single-Charts platzieren. Mit Gesang von dem US-amerikanischen Sänger Matthew Koma, veröffentlichte er Ende des Jahres 2013, den Track Dare You, der erstmals wieder an den Erfolg von Apollo anschließen konnte. Der Song ist um ein weites kommerzieller gestaltet als seine Vorgänger und erreichte unter anderem die Single-Charts von Belgien, Irland und Polen. Zusätzlich erreichte er die Top-5 der schottischen Charts und erstmals eine Platzierung in Großbritannien. Eine Acoustic-Version des Liedes wurde gemeinsam mit der Popsängerin Bebe Rexha aufgenommen.

### 2014: Dokumentarfilm & Arbeiten am Studioalbum
Im Januar 2014 veröffentlichte er den Dokumentarfilm I Am Hardwell, der seine Karriere beschreibt. Für diese Dokumentation wurde er zweieinhalb Jahre von dem Filmer Robin Piree begleitet. Dabei ist sein Lebensmotto „If you can dream it, you can do it“ Programm, denn schon als 16-Jähriger hat er davon geträumt eines Tages der beste DJ der Welt zu sein. Parallel erschien auch der Soundtrack zum Film, auf dem die größten Musikerfolge vorhanden sind. Tourdates waren bis Anfang 2015 geplant.
Seit dem Start des Films arbeitete Hardwell an seinem ersten Studioalbum, wobei er sein Studio in seiner Heimatstadt Breda den professionellen Studios in Los Angeles vorzog, da er die heimatliche Atmosphäre zur Arbeit schätzte.

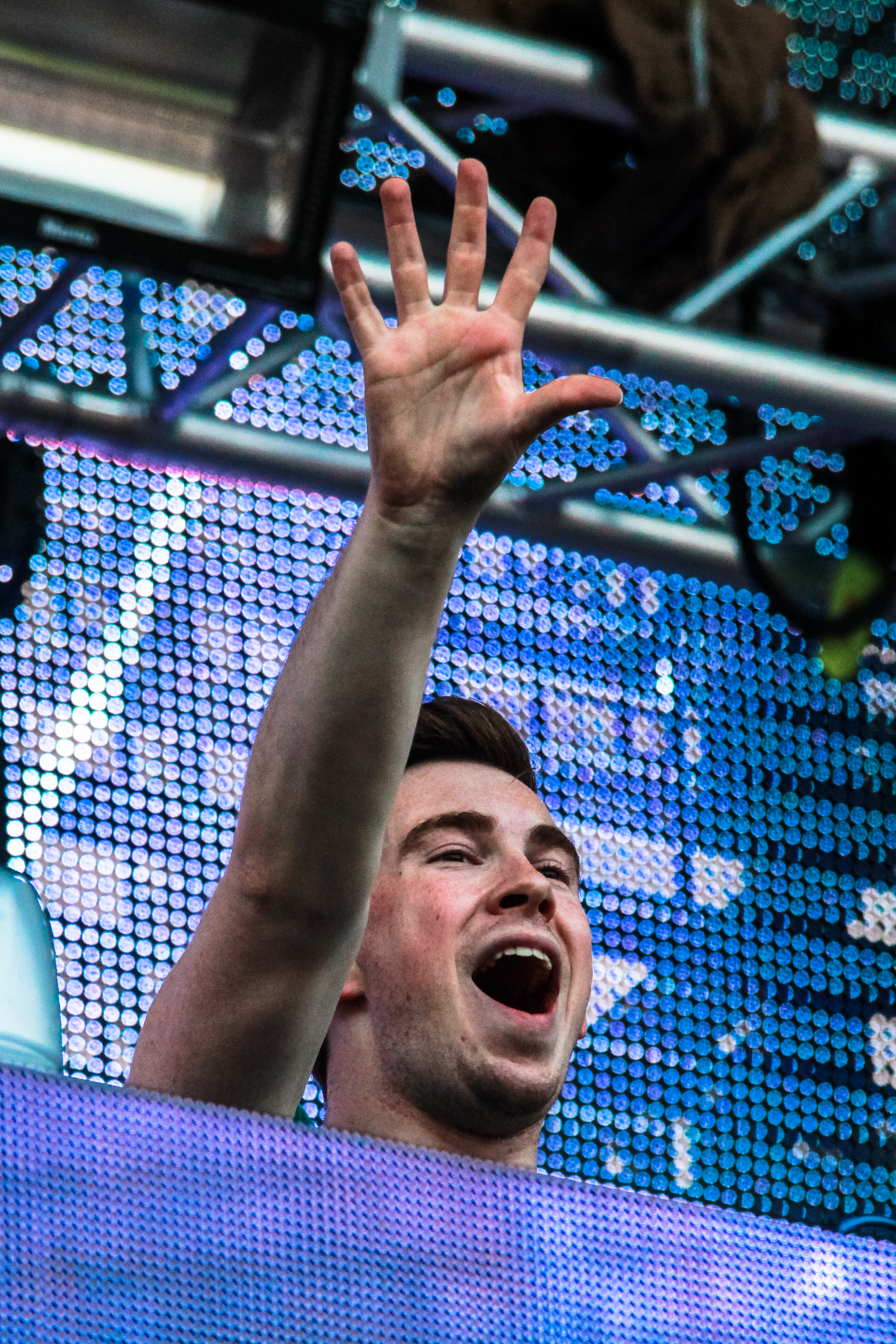
Hardwell beim Electric Love Festival 2013

Als erstes Resultat seiner Arbeit kam der Track Eclipse heraus, mit dem er seit November 2013 jedes seiner Livesets eröffnete. Unter Fans erhielt der ID-Track den inoffiziellen Titel Titan, wobei die Nachfragen zu dessen Veröffentlichung zu einem Running Gag unter Fans wurde. In einem Interview mit dem DJ Magazine versprach Hardwell die Veröffentlichung seines Albums noch 2014. Zahlreiche Tracks aus dem neuen Album führte Hardwell auf dem Ultra Music Festival 2014 sowie dem Tomorrowland-Festival vor.
Am 17. Juni 2014 verkündete Hardwell die Namen der Städte, die er im Zuge seiner „I-Am-Hardwell“-Tour durch Nordamerika besuchen wollen würde. Die Bekanntgabe der finalen Auftritte erfolgte am New Yorker Times Square. Hier waren auf über 30 Bildschirmen, die normalerweise als Reklametafeln agieren, Aftermovies von Live-Auftritten sowie digitale Werbeplakate und die verschiedenen Tourdates zu sehen.
Im Juli 2014 ergab sich nach einer ersten gemeinsamen Collab die Möglichkeit für Hardwell, gemeinsam mit Tiësto aufzutreten. Mit seinem erst während des Festivals als große Überraschung angekündigten Set „Hardwell & Tiësto b2b“ auf dem Tomorrowland 2014 spielten sie ein gemeinsames Set, das für viele Zuschauer als Höhepunkt des Wochenendes beschrieben wurde. In der Folgezeit widmete sich Hardwell der Fertigstellung seines Albums.
Im September 2014 wurde die Veröffentlichung seines Studioalbums auf Anfang 2015 verschoben. Für die Zeit nach dem Erscheinungstermin wurde eine Welttournee angekündigt. Parallel erschien die dritte offizielle Single-Auskopplung aus dem Album. Sie trägt den Titel Young Again und enthält Vocals des britischen Sängers Chris Jones. Das Lied wurde ähnlich wie Dare You, nicht im Big-Room-Stil produziert, sondern basiert auf einem melodiösen Progressive-House-Drop. Der Track entwickelte sich zu einem Erfolg und erreichte bereits nach einer Woche hohe Chartplatzierungen. In Deutschland verpasste die Single trotz hoher Download-Chart-Platzierungen ein weiteres Mal nur knapp einen Einstieg.
Im November 2014 stellte der Niederländer die lange erwartete Single Don’t Stop The Madness mit W&W und dem US-amerikanischen Rapper Fatman Scoop, die dritte Single-Auskopplung seines Albums vor. Im Dezember 2014 gab Hardwell die offizielle Tracklist sowie das Cover des Albums bekannt. Es soll Kollaborationen mit DJs wie Tiësto oder Headhunterz sowie Sängern wie Andreas Moe oder Mr. Probz enthalten. Ebenfalls erschienen erste Previews einiger Lieder, darunter auch des Tracks Follow Me, der in Zusammenarbeit mit R&B-Sänger Jason Derulo aufgenommen wurde. Zugleich kündigte er seine zweite Welttour namens I Am Hardwell – United We Are an. Ende des Jahres 2014 gelang ungewollt ein Minimix des Albums ins Internet und wurde binnen Minuten viral verbreitet. Im Januar 2015 wurde das Instrumentalstück Eclipse als Download-Single veröffentlicht.
Bei den DJ-Mag-Platzierungen im Jahr 2014 hielt er seine Nummer-eins-Position.

### 2015:United We Are

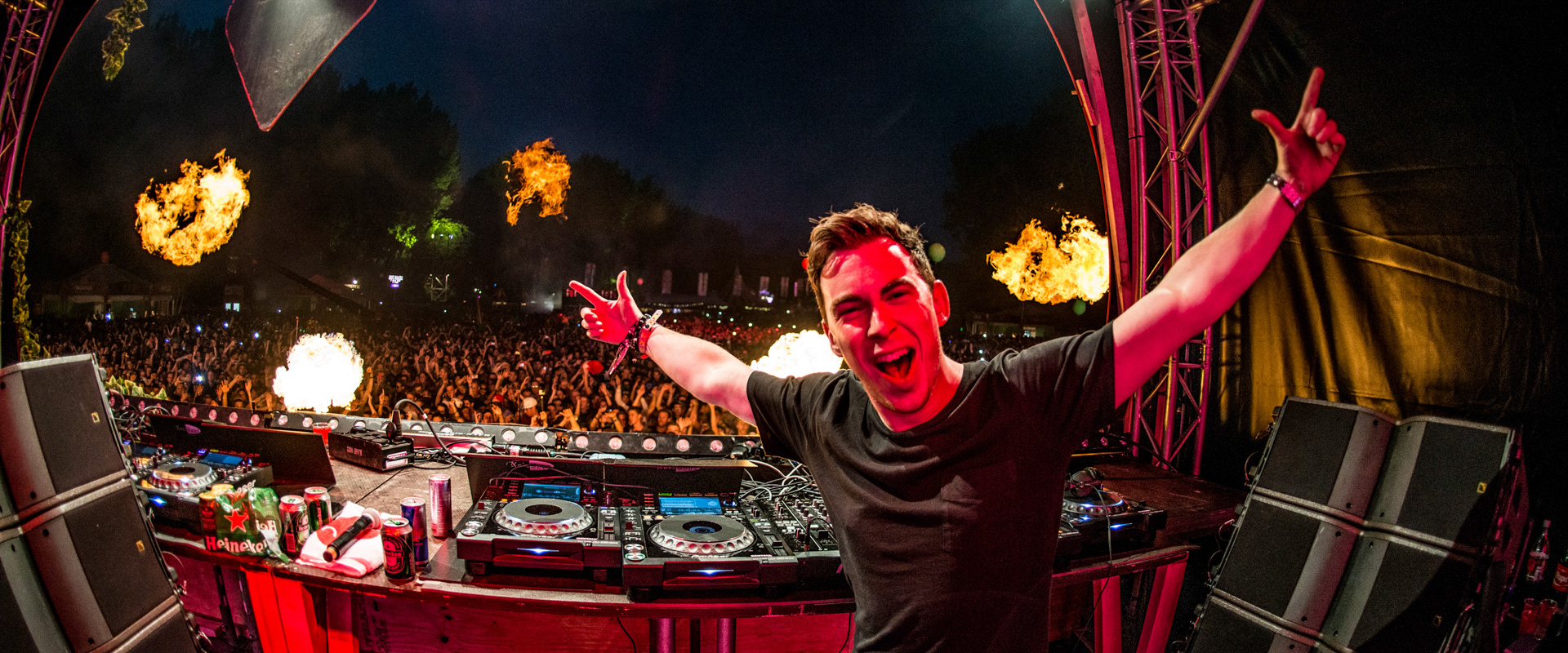
Hardwell live beim Mysteryland

Bereits vor Veröffentlichung des Albums feierte sein Podcast „Hardwell On Air“ die 200. Ausgabe, ab der in den Video-Veröffentlichungen neue Animationen eingespielt wurden. Ausgabe 201 mit dem Untertitel „United We Are“ stellte eine reine Präsentation aller Track seines Albums dar.
Am 23. Januar 2015 war es letztlich soweit. United We Are wurde weltweit veröffentlicht. Bereits eine Woche vorher erschien am 16. Januar 2015 die Single Sally. Sie stellt eine Kombination aus Rockmusik, Big-Room und Melbourne Bounce dar. Der Track wurde mit dem britischen Singer-Songwriter Harrison Shaw aufgenommen und ist der erste Song des niederländischen DJs, der in die deutschen Single-Charts einsteigen konnte. Als Dank für die massive Unterstützung seines Albums und zur Feier von zwei Millionen Followern auf Twitter lud Hardwell am 11. Februar 2015 ein Video der ersten zwei Stunden des Kick-Offs zur neuen Tour im Ziggo Dome in Amsterdam vom 24. Januar 2015 hoch. Ende April 2015 folgte die Single-Auskopplung Echo, die vom Singer-Songwriter Jonathan Mendelsohn gesungen wird. Sowohl das Trance-Angehauchte Lied, als auch das komplexe Musikvideo erhielten positive Kritik.
Auf dem „Ultra Music Festival“ 2015 präsentierte Hardwell zahlreiche weitere unveröffentlichte Songs wie Mad World mit dem Sänger Jake Reese, Survivors mit Dannic & Haris, dessen Veröffentlichung er für Juli 2015 bestätigte, Off the Hook mit Armin van Buuren sowie zahlreiche Tracks von Künstlern, die bei seinem Label unter Vertrag standen. Außerdem folgten Auftritte auf dem „Tomorrowland Brazil“ und dem „Tomorrowland“. Gemeinsam mit DJs wie Dannic, Dyro, W&W, Kill the Buzz, Headhunterz und Newcomer Julian Calor betrieb er dort eine eigene Bühne, die nach seinem Label benannte „Revealed Stage“. Im September 2015 erfolgte ebenfalls eine Performance beim „TomorrowWorld“-Festival in den USA.
Im Juli 2015 wurde parallel mit Survivors die sechste Episode seiner Revealed-Presents-Kompilation veröffentlicht, die ähnlich wie die Vorgänger großen Erfolg einholte. Zudem wurde auf dieser erstmals der W&W-Remix seines Liedes Birds Fly sowie seine kommende Single Chameleon vorgestellt. Chameleon, eine Jungle-Terror-Zusammenarbeit mit dem Produzenten Wiwek folgte eine Woche später als Single. Zwei Monate später folgte die Veröffentlichung seine Armin-van-Buuren-Collab Off the Hook, die gemischte Kritiken erhielt. Zum einen wurde der Old-School-Touch gelobt, andererseits wurde das Lied auch als sehr speziell bezeichnet. Daraufhin erschien der, seit Mai 2015 erwartete Track Mad World, der vom niederländischen Sänger Jake Reese gesungen wurde. Jedoch stellte sich die Melodie des Leadsounds als Sample des Liedes Smile with Your Eyes vom Musiker Yeck Mar heraus.
Im Oktober 2015 verlor er seine Spitzenposition bei den DJ-Mags an das belgische Brüder-Duo Dimitri Vegas & Like Mike. Im Zuge dessen folgte jedoch eine Reihe an Kritik an das Duo, die unter anderem mit unverhältnismäßigen Promo-Aktionen auf Platz-eins gelandet sein sollen.

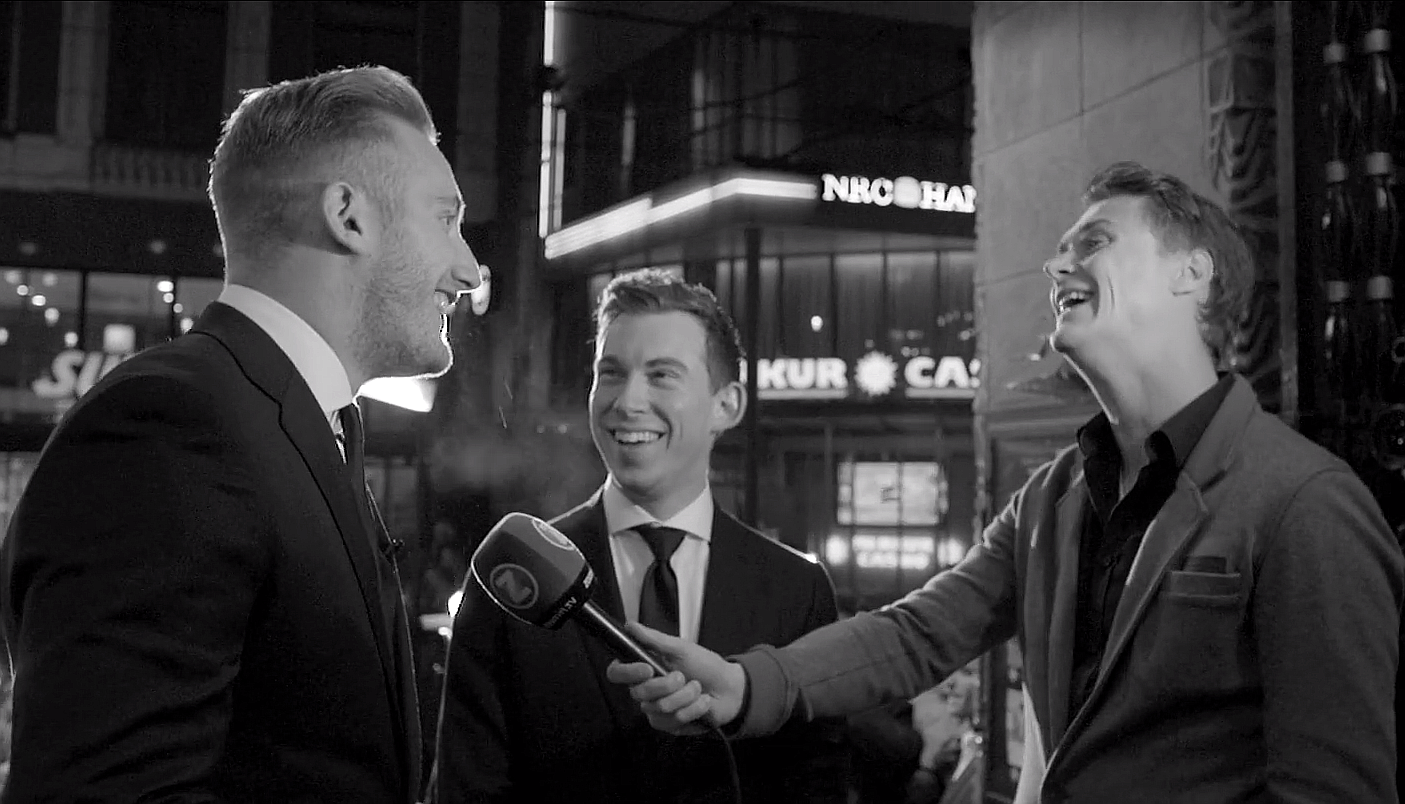
Regisseur Robin Piree (links), Hardwell (Mitte) und Moderator Cedric Tybaert (rechts) zur Premiere des Dokumentationsfilmes I Am Hardwell – Living the Dream im Tuschinski-Theater in Amsterdam

Während des Amsterdam Dance Events (ADE) im Oktober 2015 feierte Hardwells mittlerweile zweite Dokumentation I Am Hardwell – Living The Dream Premiere, bei der Robin Piree Regie führte. Zwei Tage später, am 13. Oktober 2015 lief der Film in den Kinos an. Am 7. November 2015 stellte Hardwell im Rahmen des „World Clube Domes“ in der Veltins-Arena in Gelsenkirchen mit 40.000 Zuschauern den Deutschlandrekord für die größte DJ-Solo-Show auf. Außerdem war er der erste DJ, der es schaffte, eine ganze Arena zu füllen. Die normalen Tickets für dieses Konzert waren somit binnen drei Tagen ausverkauft. VIP-Tickets waren noch verfügbar, für einen Preis von knapp 200 Euro, wo man exklusiven Zutritt zum „LaOla-Club“ hatte. Im Rahmen des Konzerts wurden 50.000 Euro für Hardwells Stiftung gespendet. Der Rekord wurde im November 2016 vom belgischen DJ-Duo Dimitri Vegas & Like Mike eingestellt, das vor 45.000 Zuschauern ebenfalls beim „World Club Dome“ in der Veltins-Arena auftraten.
Ebenfalls wurde für Herbst 2015 eine Remix-Version seines Studioalbums United We Are angekündigt, dabei handelt es sich um die originale Tracklist, nur, dass alle Lieder von jeweils einem Künstler remixt wurden. Beigesteuert wurden diese unter anderem von W&W, Vicetone und Frontliner. Die gesamte Tracklist wurde in Folge 244 seines Hardwell-On-Air-Podcasts vorgestellt. Veröffentlichungsdatum war der 4. Dezember 2015.
Des Weiteren kam gegen Ende 2015 heraus, dass Martin Garrix einen Großteil der Lieder seines kommenden Albums bei der Gema, einer Organisation für Wahrnehmung von Urheberrecht, angemeldet hatte. Darunter war auch die seit 2014 erwartete Zusammenarbeit mit Hardwell, namens MusicBox, weshalb somit eine Veröffentlichung inoffiziell angekündigt wurde. Ursprünglich sollte sie bereits als 160. Veröffentlichung seines Plattenlabels zwischen April und Mai 2015 erscheinen, wurde aber kurzfristig zurückgezogen, da der Drop des Liedes noch einmal überarbeitet werden sollte. Im Forum reddit gab er 2017 bekannt, dass das Lied keine Veröffentlichung erfahren wird.
Am 13. Dezember 2015 veranstaltete Hardwell in Mumbai ein Benefizkonzert mit dem Titel „The Biggest Guestlist“. Er stellte mit diesem Auftritt einen gleichnamigen Weltrekord auf und spendete sämtliche Einnahmen für wohltätige Zwecke.

### 2016: Finale derI Am Hardwell Tour& Bewegung im Hardstyle

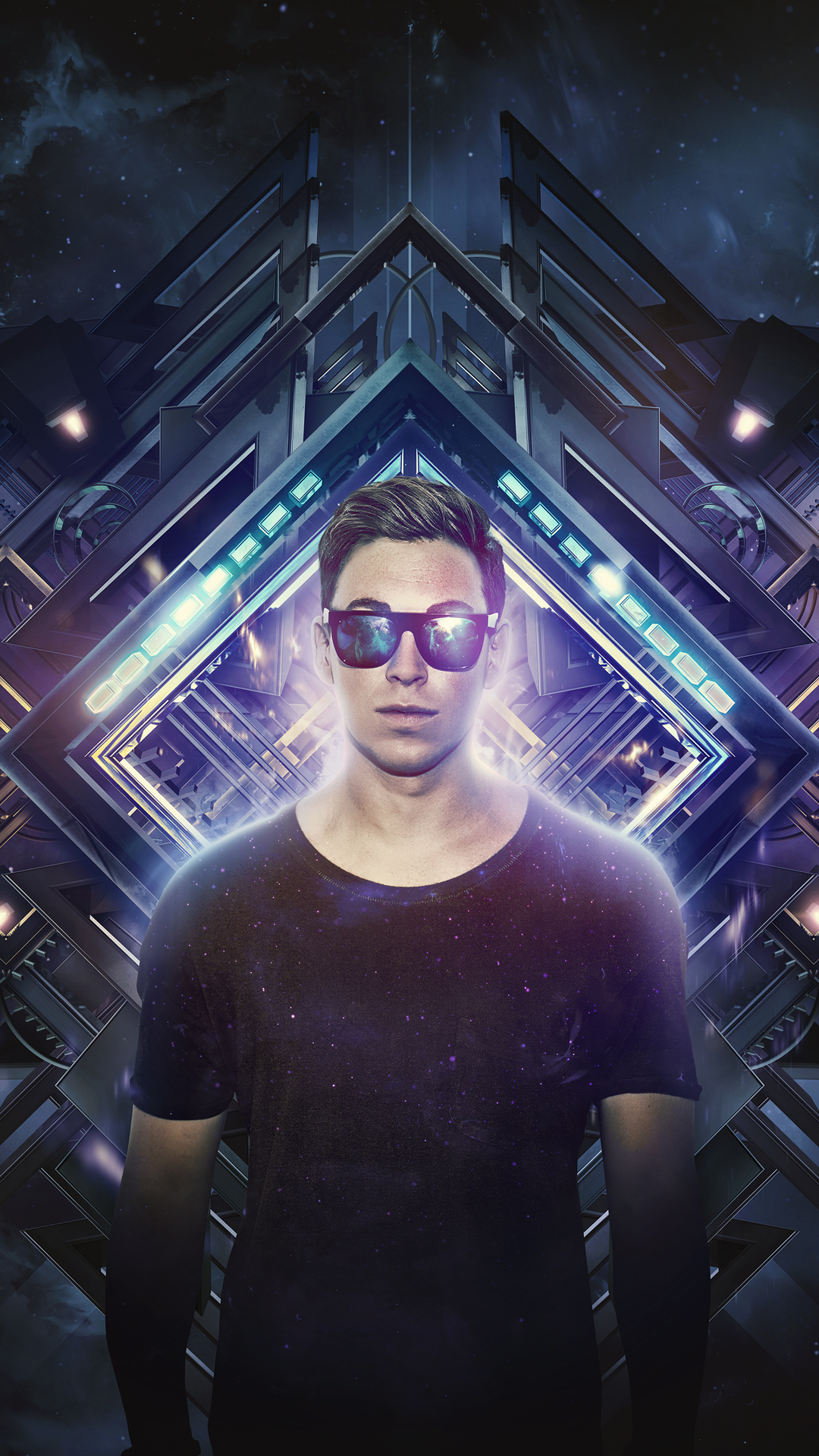
Hardwell auf dem Cover der Revealed Volume 7

Im Dezember 2015 gab der Musiker bekannt, dass eine Kollaboration mit Afrojack Anfang 2016 veröffentlicht werden soll. Der Song basiert auf dem Electro-House-Stil, den die beiden Produzenten zwischen 2010 und 2013 vertraten. Parallel premierte Hardwell einen lang vorher angekündigten Track, der in Zusammenarbeit mit dem DJ Kura entstand sowie ein Instrumentalstück namens Break the House, das als seine bekanntgegebene Kollaboration mit dem Songwriter und Produzent KSHMR bekannt gegeben wurde. Letztendlich stellte sich das Lied als eine Produktion von Kill The Buzz heraus, an der auch Hardwell beteiligt sein soll. An seinem 27. Geburtstag, am 7. Januar 2016 veröffentlichte Hardwell einen Free-Track mit dem Titel Blackout, den er als eine Produktion in seinem „Old-School“-Stil bezeichnete und somit den Stil widerspiegelte, den er mit seinen Tracks Cobra oder Encoded vertrat. Blackout kam sehr gut bei den Fans an und erhielt bereits im Voraus stark positive Rückmeldungen.
Am 8. Januar 2016 erschien das Lied Perfect World der niederländischen Sängerin Maan de Steenwinkel. Dieser erschien im Rahmen der Casting-Show The Voice of Holland, dessen sechste Staffel sie gewann. Produziert wurde der Titel von Hardwell. Der Titel konnte bis auf Platz 31 der niederländischen Single-Charts vorrücken. Er äußerte sich zu der Zusammenarbeit:

„Ich habe Maan vor drei Wochen getroffen und ich habe natürlich auch die ‚The Voice of Holland‘ Staffel von Beginn an verfolgt. Ich denke, dass sie ein sehr großes Talent ist und dass sie eine erfolgreiche Karriere in der Musikindustrie haben wird. Sie bekommt meinen vollen Support und ich bin sehr stolz darauf der Produzent ihrer ersten Single ‚Perfekt World‘ sein zu dürfen.“

Hollywood mit Afrojack erschien am 25. Januar 2016 und sprang auf direktem Wege auf Platz 1 der Beatport-Charts. Als nächste Single erschien die zweite Kollaboration mit Jake Reese Run Wild. Obwohl bereits im Sommer 2015 März 2016 als Release-Date geplant war, erfolgte die Veröffentlichung bereits am 29. Februar 2016. Im Gegensatz zu Mad World ist Run Wild sehr viel Electro-House-lastiger und driftet gleichzeitig ein wenig in den Bereich des Hardstyles ab. Nur einen Monat später, am 29. März 2016 veröffentlichte Hardwell seine Kura-Kollaboration Calavera. Diese erreichte Platz 1 der Beatport-Charts.
Beim Ultra Music Festival 2016 premierte er die, zu dem Zeitpunkt finale Version seiner lang erwarteten W&W-Kollaboration, die zwischenzeitlich mit Vocals von Harrison ausgestattet war. Die endgültige Version enthielt Crunk-Gesang des US-Rappers Lil Jon. Zudem spielte er sein folgendes Release 8Fifty, das in Zusammenarbeit mit seinem Revealed-Kollegen Thomas Newson entstand. Jedoch wurde die Veröffentlichung sehr kritisiert, da Hardwell viele Alternativ-Projekte am Laufen hat, die laut Fans um ein weites mehr Potenzial hätten. Dazu gehören eben Live the Night, MusicBox oder Need the Most. Des Weiteren feierten eine Kollaboration mit Craig David, der live auf der Bühne erschien, die zweite Produktion mit Blasterjaxx Going Crazy und ein, als Julian-Calor-Collab gehandelter Progressive-House-Track Premiere.
Am 20. Mai 2016 erschien sein, mit Sephyx produzierter Remix zu Don’t Let Me Down von den Chainsmokers und Daya. Dieser lässt sich zweifelsohne in den Bereich des Hardstyles einordnen und ist, nach seinem Rocket-Spaceman-Mash-Up und Nothing Can Hold Us Down seine dritte Hardstyle-Veröffentlichung.
Am 24. Juni 2016 veröffentlichte Hardwell den siebten Teil seiner Hardwell-presents-Revealed-Kompilationen. Im Zuge dieser Veröffentlichung erschienen zudem die Studio-Versionen seines Solo-Hardstyle-Debüts Wake Up Call und des Titels Going Crazy, der jedoch auch hier als Mash-Up mit Apollo zu hören ist. Wake Up Call erschien weiterhin am 3. August 2016 als Free-Download. Am 29. August 2016 veröffentlichte er dann letztlich auch Going Crazy, seine nach Fifteen zweite Kollaboration mit Blasterjaxx auf Beatport.
Die seit dem Ultra-Music-Festival erwartete Kollaboration mit Craig David erschien am 19. August 2016. Diese konnte insbesondere bei Kritikern punkten, da sie erstmals seit seiner Kollaboration mit Funkerman, die im Zuge seines Studioalbums United We Are erschien, wieder unter Beweis stelle, dass er auch Talent im Bereich des Deep-House’ hätte. Zudem verwendet er viele Elemente des UK-Garage-Sounds. Hingegen kam die Nummer bei den Fans seines gewohnten Big-Room-Stils eher gering gut an. Bei seinem Abschluss-Konzert seiner Tour eine Woche später warteten die Fans vergebens auf einen Gastauftritt von Craig David und der Titel blieb gänzlich ungespielt. Nicht einmal der deutlich aggressivere Remix von Henry Fong fand Platz ein seiner Titelliste, was sehr für Verwirrung sorgte.
Bei seinem Auftritt beim Big City Beats World Club Dome gab Hardwell bekannt, dass seine letzte Show im Zuge seiner I Am Hardwell – United-We-Are-Tour am 27. August 2016 auf dem Hockenheimring in Baden-Württemberg, Deutschland stattfinden würde. Zusammen mit Big City Beats war geplant dort die größte Lichtinstallation Deutschlands vorzunehmen, um über dem Hockenheimring ein Dach aus Licht zu erzeugen. Inoffizielle Zahlen sprechen bisher von an die Hunderttausend Besuchern. Zudem wird die Lichtshow und das Design der Mainstage als atemberaubend beschrieben. Als Warm-Up-Acts wurden von 17:00 bis 20:30 Uhr Funkerman, Kill the Buzz und Dannic eingesetzt. Hardwell spielte im Gegensatz zu den seinen anderen Shows, 3½, statt 2 Stunden. Als Gäste holte er Sänger Haris für seine kommende Single What We Need und Hardstyle-DJ Atmozfears für ihre langerwartete Kollaboration auf die Bühne. Die Veröffentlichung zog sich jedoch bis Juli 2017. Trotz Temperaturen von über 35 °C wurde auf kostenloses Wasser auf dem Gelände verzichtet, das einen der wenigen Kritikpunkte darstellt.
Am 13. Oktober 2016 wurde die kurzfristig angekündigte Single Thinking About You gemeinsam mit Sänger Jay Sean veröffentlicht. Auch diese Single enthielt Merkmale des Tech-House’ sowie auch eines der ersten Male mit Einfluss des Future- und Commercial-House’. Hingegen der gemischten Kritiken bezüglich des fehlenden Hardwell-Wiedererkennungswert, platzierte sich das Lied hoch in den Download-Charts und dem Radioprogramm. Ende Oktober 2016 stellte Hardwell schließlich auch einen Festival-Remix zusammen mit Revealed-Kollege Kaaze, mit dem er den Progressive-House-Bereich abdeckte. Einige Wochen später stellte Hardwell seine Single Get Down zusammen mit W&W bei seinem mittlerweile sehr erfolgreichen Podcast „Hardwell On Air“ vor. Jene Single hatte er bereits im März 2016 beim UMF in Miami in sein Set eingebaut und wurde lange Zeit als die angekündigte Kollaboration mit Yellow Claw gehandelt.

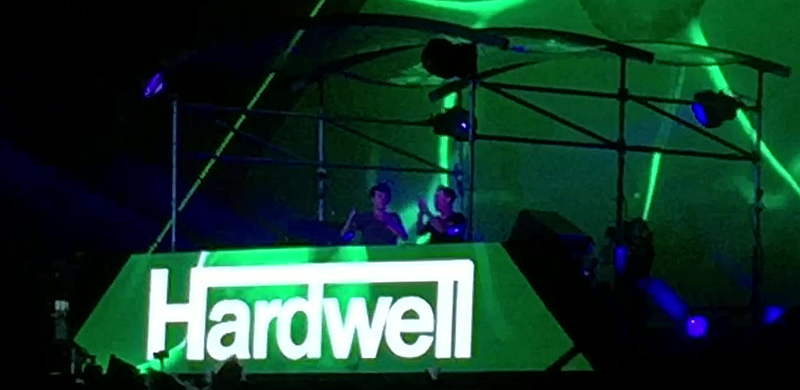
Hardwell live mit Atmozfears beim Abschlusskonzert seiner Tournee am Hockenheimring 2016

Bei den DJ-Mag-Platzierungen fiel Hardwell ein weiteres Mal um einen Platz und landete auf Platz 3. Zudem erreichte Martin Garrix die Spitze, womit er ihm den Rang als jüngste Nummer-eins ablief. Während Hardwell zum Zeitpunkt des Erreichens von Platz-eins 25 Jahre zählte, war Garrix 20. Im Zuge der Kontroverse um die diesjährige DJ-Mag-Auszeichnungen, gab er bei seinem Auftritt beim ADE am 21. Oktober 2016 ein Statement ab, in dem er die Richtlinien des Rankings in Frage stellte. Dabei erläuterte er am Beispiel von Atmozfears, dass Produktionstalent nicht zur Sache täte, da dieser ohne Platzierung weitaus größeres Talent im Studio hätte. Ebenso hätte Dannic dies hinter dem DJ Pult und ist um viele Plätze gefallen.
Nachdem er lang als die angekündigte Kollaboration mit Atmozfears gehandelt wurde, kündigte Hardstyle-Newcomer Dr Phunk im Herbst 2016 eine Remix-EP um seinen Remix zu Hardwells Apollo an. Neben diesem mixte er die Lieder Run Wild und Nothing Can Hold Us Down. Die EP erschien am 9. Dezember 2016. Mit dem Release kündigte er eine Kollaboration sowie eine zweite EP an. Für diese nahm er sich unter anderem Young Again vor.
Am 12. Dezember 2016 veröffentlichte er das Lied Baldadig, das in Zusammenarbeit mit dem DJ Quintino entstand. Dieses wurde von den Fans um ein weites positiver aufgenommen, als Get Down. Ein Mash-Up mit dem Lied Temperature von Sean Paul konnte stark an Beliebtheit genießen. Kurz darauf erschien weiterhin eine von ihm überarbeitete Version des Liedes Crank von Jewelz & Sparks auf „Revealed Recordings“. Dort agierte er erstmals unter dem Pseudonym HWL.

### 2017: Neue Radioshow, 2 EP-Releases & „Hardwell Eclipse“

#### Frühjahr 2017: Fokus auf dem Label & Auftritt beim UMF
In Laidback Lukes Mixmash-Podcast premierte dieser am 1. Januar 2017 Hardwells zweite Kollaboration mit „Revealed“-Mitglied Kura. Diese trug fortan den, in Kuras Radio-Show vorgestellten Titel You Ain’t Ready, bestand zu dem Zeitpunkt jedoch auch nur aus Bridge und Drop. Durch die Fertigstellung wurde der Track in Police umbenannt. Erst im späteren Verlauf des Jahres griffen Hardwell und Kura auf den Song zurück.
Am 2. Januar 2017 veröffentlichte Hardwell den, im Dezember 2015 premierten Track Break the House Down, den er gemeinsam mit Kill the Buzz aufnahm. Dieser stellt die erste Veröffentlichung im neuen „Revealed“-Design. Passend zu seinem 29. Geburtstag am 7. Januar 2017 veröffentlichte er als Birthday-Gift für seine Fans das Lied Party Till the Daylight als Free-Download. Dabei betrat er erstmals den Bereich des Bass-House’, weshalb seit Premiere im Juni 2016 lang spekuliert wurde, ob wirklich Hardwell hinter dem Track steckt. Bei Fans wurde das Lied sehr positiv aufgenommen. Parallel kündigte er an, dass er für die 300ste Episode am 20. Januar 2017 seines „Hardwell-on-Air“-Podcasts eine Special-Folge plant. Diese erfolgte mit Gastauftritten von Blasterjaxx, Wiwek, Jay Hardway, Don Diablo Suyano und Kill The Buzz. Zudem war unter anderem Dr Phunk als Interview-Partner dabei.
Am 2 bis zum 3. Februar 2017 stellte Hardwell zum 5-jährigen Jubiläum eine überarbeitete Version des Liedes Spaceman zum kostenlosen Herunterladen zur Verfügung. Diese enthielt Vocals der Sängerin Heather Bright. Ihre gemeinsame Version erschien bereits 2015 als Free-Track von Bright Lights Seite aus. Hardwell erzählte, dass er nach Veröffentlichung der Instrumentalversion 2012 einen Wettbewerb für die beste Vocal-Version des Liedes veranstaltete. Bereits zu dem Zeitpunkt sendete Heather Bright ihre Version ein und Hardwell selbst wählte diese als Endversion aus. Das Management sorgte jedoch dafür, dass Mitch Crowns Call Me a Spaceman veröffentlicht wird.

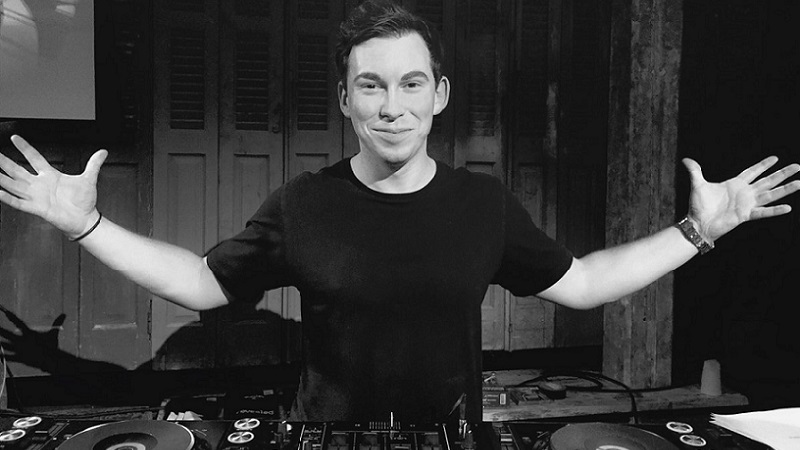
Hardwell bei der 300. Episode seines Hardwell-on-Air-Podcasts

Am 10. Februar 2017 erschien das in der 300sten „Hardwell-on-Air“-Episode premierte Lied Go Down Low von Badd Dimes. Titel-Track der Single ist eine Remixform des Songs. Parallel wurde die finale Version des Liedes We Are Legends premiert. Bei dieser arbeitete er das zweite Mal offiziell mit DJ und Produzenten Kaaze zusammen. Zudem sind seit diesem Jahr auch Vocals von Jonathan Mendelsohn auf der Nummer zu finden. Die Veröffentlichung wurde jedoch weiter aufgeschoben.
Beim Ultra Music Festival 2017 am 26. März 2017 premierte er neue Produktionen mit unter anderem Austin Mahone, Maddix, Moksi und Henry Fong. Kritiker lobten sein Set durch die starke Variation von Musikstilen und der Präsentation vieler neuer Lieder, womit sich sein Auftritt von anderen abhebt.
Am 16. April 2017 premierte Hardwell seine lang erwartete Kollaboration mit Produzenten KSHMR. Diese wurde am 17. Oktober 2015 bereits auf Twitter angekündigt, als KSHMR auf Anregung durch einen Fan eine Zusammenarbeit vorschlug. Beim Electric Zoo in Brasilien holte Hardwell KSHMR auf die Bühne, damit diese den Song gemeinsam performen. Das Ergebnis basiert jedoch auf einer alten Solo-Produktion von KSHMR. Diese trug ebenfalls den Titel Power, wurde jedoch nie veröffentlicht und lediglich in der zweiten Episode seines „Welcome-to-KSHMR“-Podcasts gespielt.
Am 21. April 2017 spielte Hardwell in seinem „Hardwell-on-Air“-Podcast eine, von ihm überarbeitete Version des W&W-Remix’ von Ed Sheerans Lied Shape of You. Ein offizielles Release-Date wurde nicht angekündigt.
Das beim Ultra Music Festival premierte Lied Creatures of the Night mit Austin Mahone erschien am 12. Mai 2017 als Single. Diese verkörperte nicht seinen typischen Big-Room-Stil, sondern viel mehr den zu der Zeit sehr populären Future-Bass-Stil. In seiner Heimat konnte das Lied in die offiziellen Single-Charts einsteigen. In weiteren europäischen Ländern konnte Creatures of the Night sowohl in Streaming-, als auch in Downloadportalen hohe Platzierungen erreichen.

#### Sommer 2017:Make The World Ours&Hardwell & Friends
→ siehe auch „Hardwell & Friends EP Vol. 1“ & „Hardwell & Friends EP Vol. 2“

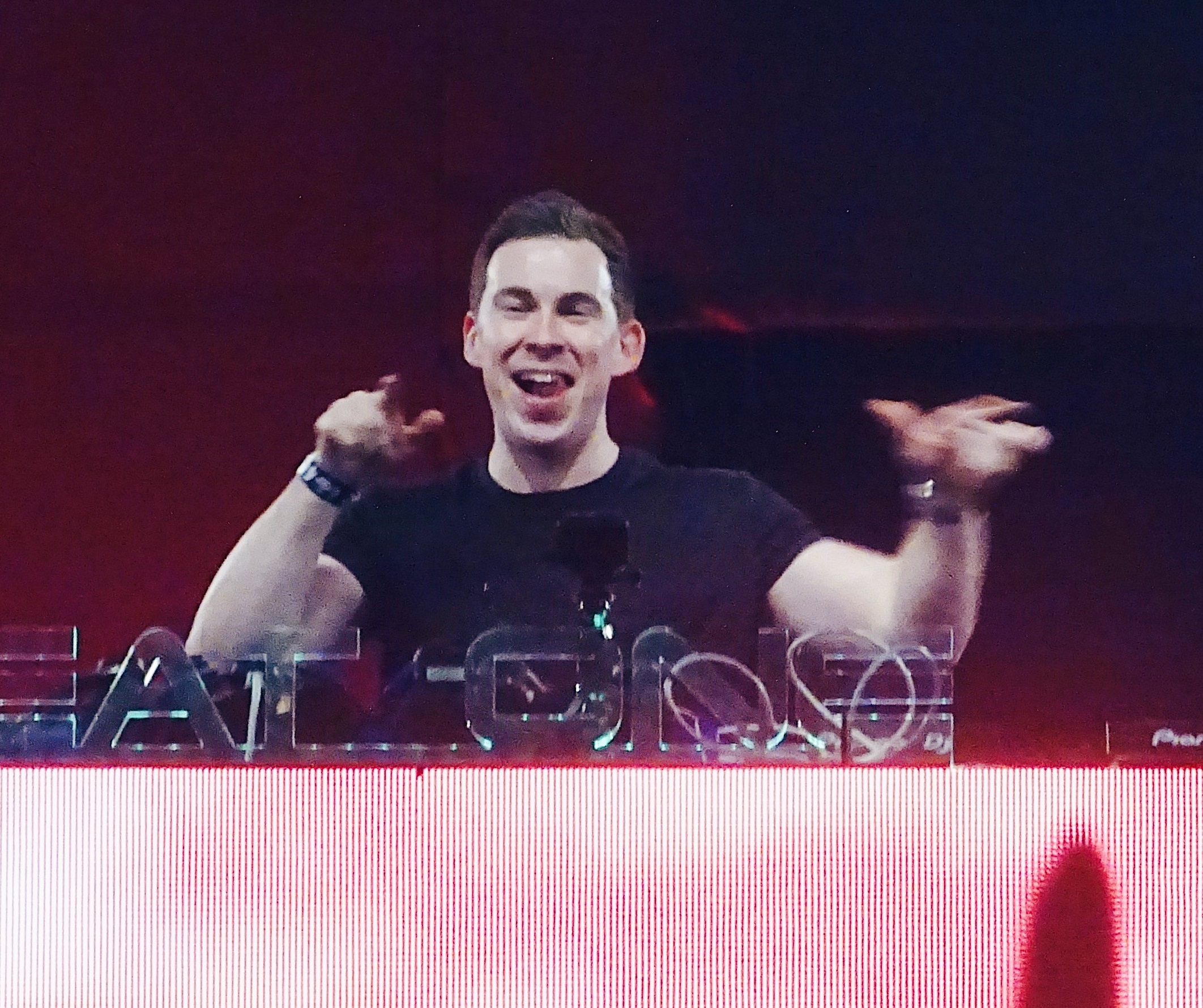
Hardwell live beim Airbeat One 2017

Über das Plattenlabel „Eternal Music Productions“ erschien am 20. Juni 2017 das Lied We Are One in mehreren asiatischen Ländern. Dabei beteiligte sich die taiwanische Mandopop-Sängerin Jolin Tsai als Gastsängerin. Als Instrumentalversion erfuhr das Lied seine Premiere beim Ultra Music Festival des Vorjahres und wurde unter anderem als Kollaboration mit Julian Calor und Armin van Buuren gehandelt. Letzterer verneinte in einem Q&A seine Mitarbeit an dem Lied und verwies im gleichen Zug auf W&W. Die Zusammenarbeit mit W&W an dem Song bestätigte sich in den Credits.
Ende Juni 2017 war ein Track von Hardwell während der sogenannten „Endshow“ am Samstag des Defqon.1-Festivals zu hören. In den darauffolgend veröffentlichten Videoaufnahmen wird als Name Make The World Ours angegeben. Dieser Song lässt sich in den Bereich des Hardstyles einordnen und erhielt sehr positives Feedback. Zwei Tage später, am 20. Juni 2017, veröffentlichte Hardwell diesen offiziell über sein eigenes Plattenlabel. Vorab wurde darüber spekuliert, ob der Titel über „Q-Dance“ veröffentlicht werden würde.
Für Sommer 2017 wurde die Veröffentlichung zweier EPs angekündigt. Beim Ultra Europe premierte Hardwell eine Kollaboration mit dem niederländischen DJ-Duo Sick Individuals, die bereits seit Jahren bei seinem Plattenlabel unter Vertrag standen. Weiterhin spielte er die seit langem angekündigte Kollaboration mit Afrojack, die bereits vorher als vermeintliche Afrojack-&-KIIDA-Produktion gemunkelt wurde. Fertiggestellt wurde das Lied, nachdem Hardwells Privat-Jet notlanden musste und dieser daraufhin von Afrojack in dessen Flieger mitgenommen wurde.
In der 326sten Folge seines „Hardwell-On-Air“-Podcasts am 21. Juli 2017 gab er bekannt, dass der erste Part seiner Hardwell-&-Friends-EP am kommenden Freitag veröffentlicht werden würde. Bis dahin würden zudem Tag für Tag alle auf der EP enthaltenden Lieder als Singles erscheinen. Den Anfang machte am 24. Juli 2017 das Lied We Are Legends, das in Zusammenarbeit mit Kaaze und Jonathan Mendelsohn entstand. Am 25. erschien die offizielle „Revealed“-Version von We Are One. Hierbei befinden sich nicht Jolin Tsais Vocals auf der Nummer, sondern die Stimme von Alexander Tidebrink, die von Kritikern und Fans überwiegend nicht der von Tsai vorgezogen wurde. Police (You Ain’t Ready) mit Kura folgte am 26. Ebenfalls genannt, wird auf der Single Anthony B, dessen Vocals seines Liedes Police im Break gesamplet werden. Ursprünge des Tracks stammen aus dem Januar 2016, wo Kura den ersten Drop des Liedes in seinem Podcast „Ambush Radioshow“ präsentierte. Die Serie führte am Folgetag der Track All That We Are Living For fort. Dieser entstand in Zusammenarbeit mit Atmozfears und M.Bronx und wurde bereits ein Jahr zuvor bei der finalen „I-Am-Hardwell-Show“ am Hockenheimring premiert. Mit Smash This Beat wurde die Woche abgeschlossen. Der Track stellt die jüngste Produktion dar; so wurde das Lied gemeinsam mit Maddix aufgenommen und erst beim Ultra Music Festival 2017 erstmals gespielt.
In der 330ten Episode seiner Radiosendung gab er einen Einblick in die Tracklist des zweiten Teils seiner Hardwell-&-Friends-EP. Bereits einige Tage zuvor wurde das Cover veröffentlicht und damit jeder Kooperationspartner sowie die dazugehörigen IDs bekanntgegeben. Der Track Badam, der zusammen mit Produzenten Henry Fong und Sänger und Rapper Mr. Vegas entstand, wurde bereits Anfang Juni 2017 in einem Interview beim Ultra Singapore als ein Teil der EP angekündigt. Des Weiteren ist in der Titelliste, nachdem sie bereits bei den Tracks Don‘t Give Up und Break the House Down unkreditiert zusammenarbeiteten, eine erste offizielle Zusammenarbeit mit Kill the Buzz aufgeführt. Betitelt als Still the One, wurde das Lied früher in diesem Jahr von Kill the Buzz erstmals gespielt. Zu dieser Zeit wurde noch keine Kollaboration mit Hardwell vermutet, unter anderem, weil es bisher noch nicht Teil seiner Sets war. Als Sänger war Max Collins Teil der Produktion. Den ältesten Track verkörpert das Lied What We Need, das im Frühjahr 2015 seine Premiere beim Queens Domain feierte. Nachdem der Track im Sommer 2016, obwohl Hardwell und Haris ihn während ihres Auftritts beim Hockenheimring in Deutschland, als ihre kommende Single ankündigten nicht veröffentlicht wurde, wurde es still um ebendiesen. Am 1. August 2017 antwortete Haris auf einen Tweet auf Twitter, in dem er bekanntgab, dass sie „etwas Besonderes“ mit dem Track vorhätten. Neben einem Bass-House-Track mit Moksi, der beim Ultra Music Festival 2017 premiert wurde und den Titel Powermove trägt, ist auch die lang erwartete Kollaboration mit Dr Phunk Teil der EP. Das Lied trägt den Titel Here Once Again und sollte ursprünglich bereits Anfang Juli 2017 erscheinen, wurde aber aufgrund der Arbeiten an den beiden EPs verschoben.

#### Herbst 2017:PowerundRevealed Vol. 8

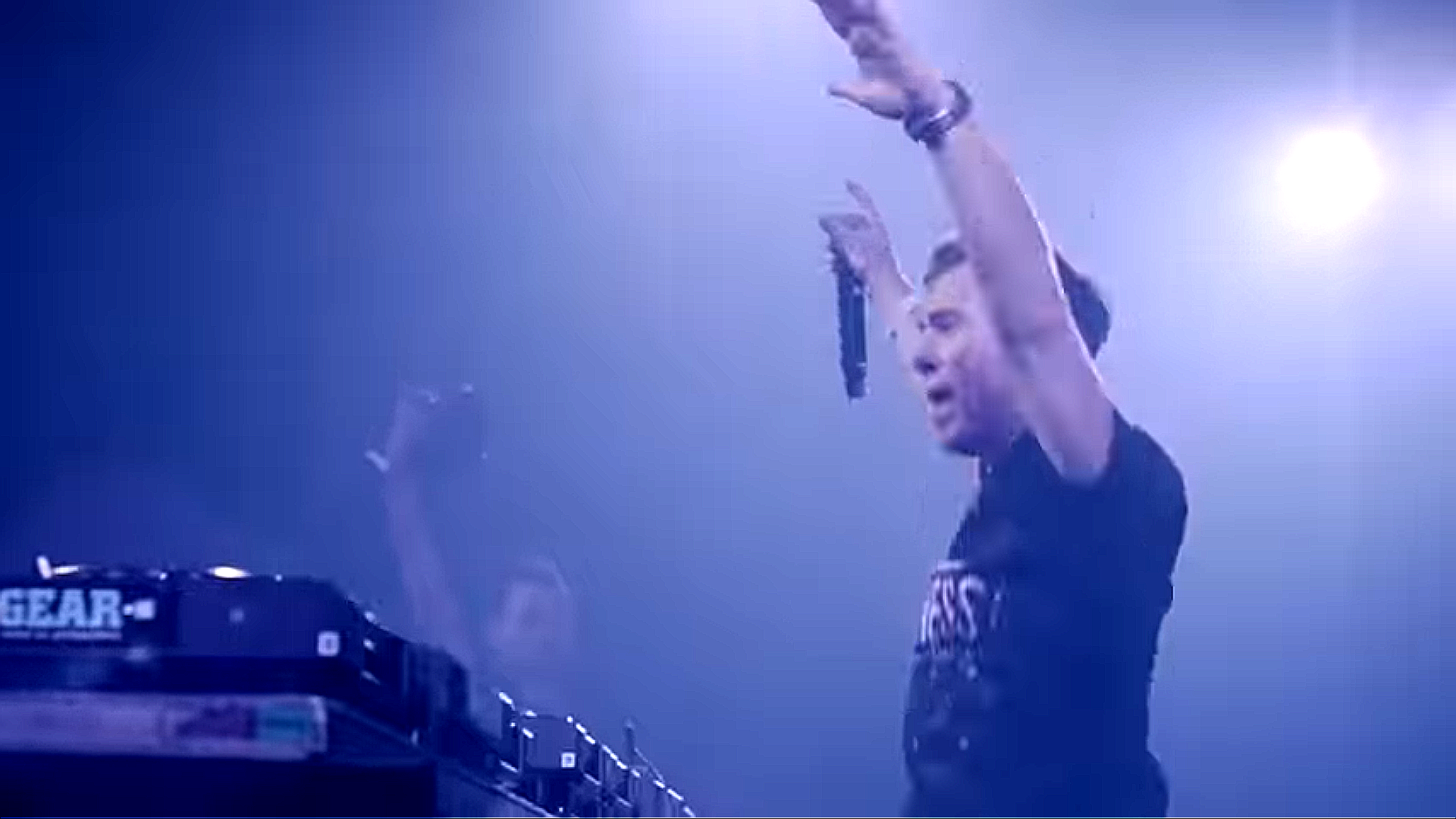
Hardwell im Promo-Video zum Mysteryland 2018

Ende August 2017 kündigte Hardwell in einem Interview den dritten Teil seiner Hardwell-&-Friends-EPs an. Zudem gab er bekannt, die mittlerweile neunte Kollaboration mit W&W fertiggestellt zu haben.
Am 22. September 2017 veröffentlichten Hardwell und KSHMR ihren, im April 2017 premierte Kollaborations-Track Power über KSHMRs „Spinnin’-Records“-Imprint „Dharma Worldwide“. Somit ist Power Hardwells erstes Release über „Spinnin’ Records“ seit Zero 76 mit Tiësto aus dem Jahr 2011. Als Co-Writer wirkten das Shermanology-Mitglied Andy Sherman sowie Jarrad Kritzstein mit. Nachdem das Release Ende August 2017 angekündigt wurde, stellte Hardwell die Studioversion am 2. September 2017 in seinem „Hardwell-on-Air“-Podcast vor. Im Zuge ihrer Zusammenarbeit hosteten sie zum einen eine Episode der „Spinnin’ Sessions“ zum anderen eine Folge „Revealed Radio“.
Am 6. Oktober 2017 veröffentlicht Hardwell seine dritte Kollaboration mit Afrojack. Der Track basiert wie der Vorgänger Hollywood auf klassischem Dirty-Dutch-Stil und ist während eines gemeinsamen Fluges entstanden. Dieser erfolgte, nachdem Hardwell mit seinem Jet notlanden musste und Afrojack ihn daraufhin mitnahm. Neben Afrojack wirkt an dem Hands-Up-betitelten Lied auch Afrojacks regelmäßige Liveunterstützung MC Ambush mit. Im Gegensatz zu beiden bisherigen Kollaborationen agierte hier jedoch Afrojacks Plattenlabel „Wall Recordings“ als Label.
Nach der offiziellen Bekanntgabe der achten Ausgabe seiner „Hardwell-presents-Revealed“ via Instagram-Story Anfang September 2017, wurde als Releasedate der 13. Oktober 2017 angekündigt. Enthalten sind neben sämtlichen Liedern seiner beiden Hardwell-&-Friends-EPs auch das Intro seiner diesjährigen Sets Who’s in the House sowie der bis dato unveröffentlichte Track The Universe. Letzterer übernahm die Rolle des „Hardwell Exclusive“ in der 337sten Folge seines „Hardwell-On-Air“-Podcasts. Beide neuen Lieder wurden als Einzeltracks digital ausgekoppelt, wobei Who’s in the House bereits am 12. Oktober 2017 Release feierte.
Während des Amsterdam Music Festivals am 21. Oktober 2017, bei dem unter anderem auch die diesjährige DJ-Mag-Top-100-Liste veröffentlicht wurde, spielte er erstmals ein „B2B“-Liveset mit Armin van Buuren, das vorher unter dem Namen „Two is One“ angekündigt worden war. Einen Vorgeschmack auf ihren gemeinsamen Auftritt gaben sie im August 2017 mit ihrem 15-minütigen Überraschungsauftritt auf dem Dam Square in Amsterdam. Im DJ-Mag Ranking verlor Hardwell wie im Jahr zuvor einen Platz und rutschte somit auf Platz vier; den dritten Platz sicherte sich Armin van Buuren.
Am 30. Oktober 2017 spielte Hardwell als erster DJ überhaupt auf dem Podium nach einem Formel-1-Rennen. Im Rahmen der „More Than A Race“ Kampagne des Sponsors Heineken legte er vor 50.000 Zuschauern zum Abschluss des Großen Preis von Mexiko in einem Baseballstadion auf. Landsmann Max Verstappen gewann das Rennen, während Lewis Hamilton die gewonnene Weltmeisterschaft feierte. Der Auftritt wurde noch von vielen Sendeanstalten live im Fernsehen übertragen.

#### Winter 2017: „Hardwell On Air: Off The Record“ & Dimitri-Vegas-&-Like-Mike-B2B
Nachdem bereits am 26. Mai 2017 auf Sirius XM die erste Folge ausgestrahlt wurde, verkündete Hardwell am 16. November 2017 fortan offiziell eine zweite Stunde „Hardwell On Air“ zu senden. Diese trägt den Namen „Off The Record“ und besteht aus einer Auswahl an Liedern, die sich stilistisch in eine andere Richtung orientieren. Das Genre basiert auf einer Mischung aus Future-Bass, Deep- und Tropical-House. Dadurch, dass Hardwell die Reihe erst ein halbes Jahr später auch abseits von Sirius XM ausstrahlte, startete diese bereits mit der 27sten Episode.
Am 3. Dezember 2017 hostete Hardwell den dritten Tag des World’s Biggest Guestlist Festival in Mumbai. Hier begleiteten ihn unter anderem W&W und Kill The Buzz. Im gleichen Zuge engagierte er sich beim Magic Bus in Indien. Zwei Wochen später überraschte Hardwell bei Dimitri Vegas & Like Mikes Bringing-the-Madness-Konzert in Antwerpen mit einem Gastauftritt, bei dem sie zu dritt 20 Minuten B2B spielten. Bei dem Auftritt premierten sie zudem eine gemeinsame Kollaboration, die für Aufsehen sorgte, da Hardwell vor mehreren Jahren das Duo noch sehr stark kritisierte und vermutet wurde, dass dies ausschlaggebend dafür war, dass der Niederländer seither nicht mehr beim Tomorrowland auftrat.

### 2018: Neue EP & Rückkehr zum größten EDM-Festival
|      |       |
| Jahr | Platz |
| 2011 | 24    |
| 2012 | 6     |
| 2013 | 1     |
| 2014 | 1     |
| 2015 | 2     |
| 2016 | 3     |
| 2017 | 4     |
| 2018 | 3     |
| 2019 | 12    |
| 2020 | 17    |

#### Frühjahr 2018:Hardwell & Friends EP Vol. 3
In Form einer Promo-Aktion für die 350ste Episode seines „Hardwell-On-Air“-Podcasts gab er bekannt, dass für diese ein „Special“ geplant wäre. Am 18. Januar 2018, einen Tag vor Ausstrahlung wurde dann auf seinen Social-Media-Profilen bekanntgegeben, dass es sich bei der Special-Episode um die Premiere der Tracks des dritten Volumens seiner Hardwell-&-Friends-EP handelt. Die Show wurde im Studio von Armin van Buurens „A State Of Trance“ abgehalten und als Gäste steuerten Jewelz & Sparks, Sick Individuals und Kura Live-Sets bei.
Am 22. Januar 2018 gab Hardwell bekannt, dass er 2018 erstmals seit 3 Jahren wieder beim Tomorrowland auftreten würde.
Die EP wurde am 26. Januar 2018 veröffentlicht. Dabei verkörperte der Song The Underground bereits am 22. Januar 2018 die Rolle der ersten Auskopplung. Das Lied entstand in Zusammenarbeit mit dem australischen DJ Timmy Trumpet und ließ neben Hardwells Big-Room-Charakterzügen auch Psy-Trance-Elemente einfließen. In Form des Tracks Woest wurde am Folgetag die zweite offizielle Kollaboration und nach dem Mi-gente-Remix und dem Scorpion-Edit bereits vierte Zusammenarbeit mit Quintino veröffentlicht. Am 24. Januar 2018 erschien dann als dritte Auskopplung der Track Get Low der gemeinsam mit dem DJ-Duo Sick Individuals aufgenommen wurde. Bereits seit 2014 ist das Duo auf seinem Label unter Vertrag, eine Zusammenarbeit erfolgte bis zu diesem Track nicht. Die Serie wurde mit dem Lied Safari fortgeführt. Hierbei handelt es sich um eine Kollaboration mit dem deutschen DJ-Duo Jewelz & Sparks, mit denen er bereits bei einem Re-Release ihres Songs Crank zusammenarbeiteten. An jenem Stil orientiert sich Safari zugleich. Abgeschlossen wurde die Reihe mit dem Track Take Us Down (Feeding Our Hunger). Hierhinter verbirgt sich die zweite offizielle Kollaboration mit dem Hardstyle-Produzenten Dr Phunk. Bereits Anfang des Jahres kündigte dieser das Veröffentlichungsdatum für Januar 2018 an. Der Song selber ist im Vergleich zu Here Once Again mehr auf Hardwells Big-Room-Stil ausgelegt.
Am 16. und 17. März 2018 trat Hardwell zum einen beim Lollapalooza Argentina, zum anderen beim Lollapalooza Chile auf. Dort premierte er eine Reihe neuer Lieder, die unter anderem auf Kollaborationen mit Olly James und Thomas Newson zurückgeführt wurden. Parallel kündigte er eine Kollaboration mit dem US-amerikanischen DJ und Produzenten Steve Aoki an. Diese brachte er in Verbindung mit seinem anstehenden Set beim Ultra Music Festival 2018, bei dem er zudem seine eigene Bühne, die „Revealed Stage“ hostete. Des Weiteren gastierte Hardwell bei Blasterjaxx’ Auftritt bei jenem Festival. Gemeinsam kündigten sie dort ihre zweite offizielle Kollaboration Bigroom Never Dies an.
Am 30. März 2018 veröffentlichte er das Lied Ze Willen Mee, das in Zusammenarbeit mit dem Ex-Yellow-Claw-Mitglied Bizzey sowie den Hip-Hop-Musikern Lil Kleine und Chivv entstand. Der Song hob sich stilistisch von seinen sonstigen Produktionen ab und erschien nicht über sein eigenes Plattenlabel. Neben ihm und den weiteren Interpreten wirkte auch das niederländische Model und Schauspielerin Sophie Milzink im offiziellen Musikvideo mit. Der Song brachte den Niederländer bis auf Platz 14 der Single-Charts seiner Heimat.
Die gemeinsame Kollaboration zwischen Hardwell und Steve Aoki wurde am 13. April 2018 unter dem Titel Anthem veröffentlicht. Der britische Rapper und Sänger Kriss Kiss beteiligte sich ebenfalls an dem Track. Der Big-Room-Song war Teil von Aokis EP 5OKI.
In der 363sten Folge seines Podcasts, die am 20. April 2018 ausgestrahlt wurde, wurde das Projekt Magnomite präsentiert, dessen erste Single das Lied Thunder darstellt. Dieses stammt ursprünglich aus den Federn von Hardwell und Julian Calor und wurde nie als ihre gemeinsame Kollaboration veröffentlicht. Auf Grundlage des Logos des Projektes, in dem die Buchstaben aus Logos unterschiedlicher Musiker, darunter Marshmello, The Chainsmokers und Martin Garrix zusammengesetzt sind, wurde hergeleitet, dass das Pseudonym die Veröffentlichung alter, unveröffentlichter Produktionen ermöglichen soll.

#### Sommer 2018: Zusammenarbeit mit demMetropole Orkest& Auftritt beim Tomorrowland

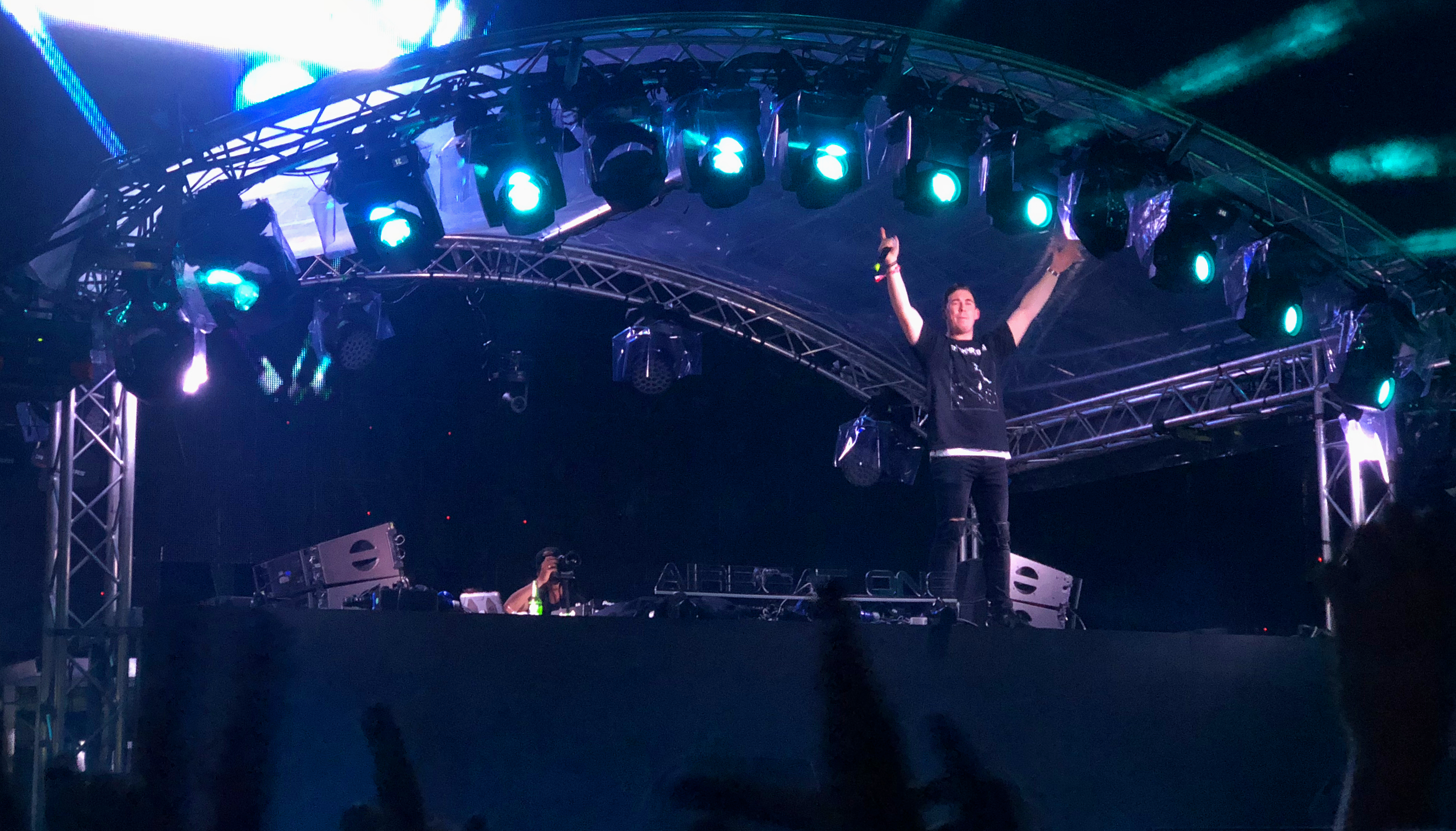
Hardwell live beim Airbeat One 2018

Am 3. Mai 2018 kündigte Hardwell die Premiere einer neuen Single an. Diese sollte am Folgetag in seinem „Hardwell-On-Air“-Podcast erfolgen. Hinter der Premiere verbarg sich das Lied Earthquake, eine Kollaboration mit Sänger Harrison, mit dessen Beteiligung er im Jahr 2015 mit Sally bereits einen kommerziellen Erfolg landete. Nachdem das Lied bereits seit Sommer des Vorjahres Teil seiner Live-Sets war, erfolgte die Veröffentlichung des Liedes am 11. Mai 2018.
Am 25. Mai 2018 folgte eine weitere Single. Diese beinhaltete das Lied Conqueros, das als Intro seines 2018er Ultra-Music-Festival-Sets darstellte. Aufgenommen wurde das Stück in Zusammenarbeit mit dem Metropole Orkest sowie dem Produzenten Maddix, der jedoch nur in den Credits aufgeführt wird. Auf der Single ist das Lied in zwei Parts verfügbar, die jeweils den Orchestra- und den EDM-Teil des Stücks separat umfassen. Die Vollversion wurde zusätzlich verfügbar gemacht. Gleichzeitig wurde ein gemeinsames Konzert mit dem Orchester im Rahmen des Amsterdam Dance Events (ADE) bekannt gegeben. Die Veranstaltung trägt den Namen „Symphony: The Global Revolution of Dance“ und findet im Ziggo Dome statt.
Die nächste Single Shine A Light wurde am 15. Juni angekündigt und einen Tag später in seinem Podcast vorgestellt. Dabei handelt es sich um eine Kollaboration mit Wildstylez und ist entsprechend dem Hardstyle-Genre zuzurechnen. Der Gesang wurde vom englisch-niederländischen Singer-Songwriter Ki McPhail alias KiFi beigesteuert. Der Track wurde erstmals beim World’s Biggest Guestlist Festival aufgeführt und bildete das Finale seiner Ultra Miami Show. Der Track wurde am 22. Juni 2018 als Single veröffentlicht. Am 13. Juli 2018 präsentierte Hardwell den Song Bigroom Never Dies als nächste Single. Diese entstand in Zusammenarbeit mit Blasterjaxx und stellt nach Fifteen und Going Crazy ihre dritte gemeinsame Kollaboration dar. Der Song bezieht sich auf den Musikstil Big-Room-House den beide Musiker beziehungsweise Projekte überwiegend vertreten.
Für seine Rückkehr zum Tomorrowland Festival im Jahr 2018 kündigte Hardwell eine Woche vor seinem Auftritt an, dass er sein langerwartetes Follow-Up zu seiner Single Apollo aus dem Jahr 2013 fertig gestellt hätte und dort premieren wolle. Der Fokus soll ebenso auf den emotionalen Vocals liegen. Bereits vorab kündigte Amba Shephard an, dass sie dem Lied nicht ihren Gesang beisteuern wird, da sie sich musikalisch in eine andere Richtung als Hardwell entwickelt hätte. Bei seinem Auftritt erfolgte die Präsentation des neuen Tracks, der den Titel Feeling Alive trägt und wird von Katt Niall gesungen.
Parallel zu seinem Auftritt am ersten Tomorrowland-Wochenende erschien auch seine Zusammenarbeit mit dem belgischen Brüder-Duo Dimitri Vegas & Like Mike im Zuge deren Veröffentlichung ihrer Tomorrowland EP. Der Song trägt den Titel Unity und erreichte auf Spotify innerhalb weniger Wochen über 1,5 Millionen Plays. Das offizielle Musikvideo zum Track folgte am 7. August 2018 und zeigt einen Zusammenschnitt aus ihrem B2B-Auftritt in Antwerpen und ihren Tomorrowland-Sets. Eine viertel Million Aufrufe konnten bereits nach 24 Stunden erreicht werden.
Nachdem das deutsche Eurodance-Trio Cascada bereits in der Vorwoche auf ihren Social-Media-Profilen mehrere Hinweise verstreuten, präsentierte Hardwell am 3. August 2018 die Studioversion seines Remix’ zu Everytime We Touch in der Version von Cascada aus dem Jahr 2005. Dabei handelt es sich um eine Kollaboration mit dem niederländischen Produzenten Maurice West. Gemeinsam veröffentlichten sie mit diesem Remix ihre erste Produktion im klassischen Hands-Up-Stil. Beeinflussen ließen sie sich dabei von W&Ws Version des Hands-Up-Klassikers God Is a Girl von Groove Coverage aus dem Jahr 2002.
Am 17. August 2018 veröffentlichte Hardwell seine im Sommer desselben Jahres premierte Version des Sommerhits Bella ciao, für dessen Hype die Verwendung des Liedes in der Netflix-Serie Haus des Geldes verantwortlich war. Beteiligt an Hardwells Remix war ebenfalls sein Revealed-Kollege Maddix, mit dem er bereits sein 2018-Intro Conqueros produzierte. Bella Ciao wurde im ähnlichen Stil gestaltet und erhielt Support von unter anderem Blasterjaxx, W&W und Dannic. Zwei Wochen später feierte das We-Are-Legend-Follow-Up This Is Love, das ebenfalls mit dem schwedischen Musiker Kaaze entstand Veröffentlichung. Die Vocals steuerte sie US-amerikanischen Sängerin Loren Allred, die unter anderem durch ihre Teilnahme an der US-amerikanischen Ausgabe von The Voice sowie als Stimme von Rebecca Ferguson im Film Greatest Showman bekannt ist, bei. Premiert wurde der Track beim Ultra Music Festival 2018 und von Allred nur kurz darauf auf Instagram bestätigt.

#### Spätsommer 2018: Rückzug aus dem Rampenlicht
Am 7. September 2018 kündigte Hardwell via Facebook an, sich aus der DJ-Szene und der Öffentlichkeit vorerst zurückzuziehen. Er stoppte daraufhin alle Konzert- und Interviewtermine bis auf eine letzte Liveshow, die er im Ziggo Dome beim Amsterdam Dance Event (ADE) absolvieren wird. Eine Rückkehr auf die Bühne ließ er offen, während er jedoch betonte, nicht seine Karriere als Produzent zu unterbrechen. Als Gründe für seinen Rücktritt aus dem Spotlight nannte er die Vernachlässigung seines privaten Lebens in den vergangenen Jahren, den zu großen Druck, der von Terminen und Stichtagen ausgeht sowie die schwindende Energie, die mit dem Ganzen einhergehe.
Am 14. September 2018 veröffentlichte Hardwell das Lied Light It Up. Dieses entstand in Zusammenarbeit mit seinem Revealed-Music-Kollegen Suyano. Die Vocals steuerte der jamaikanische Sänger und Rapper Richie Loop bei. Der Track enthielt neben seinen typischen Stilelementen auch starken Einfluss von Dancehall- und Moombahton-Musik.

#### Herbst 2018:Revealed Vol. 9&Symphony

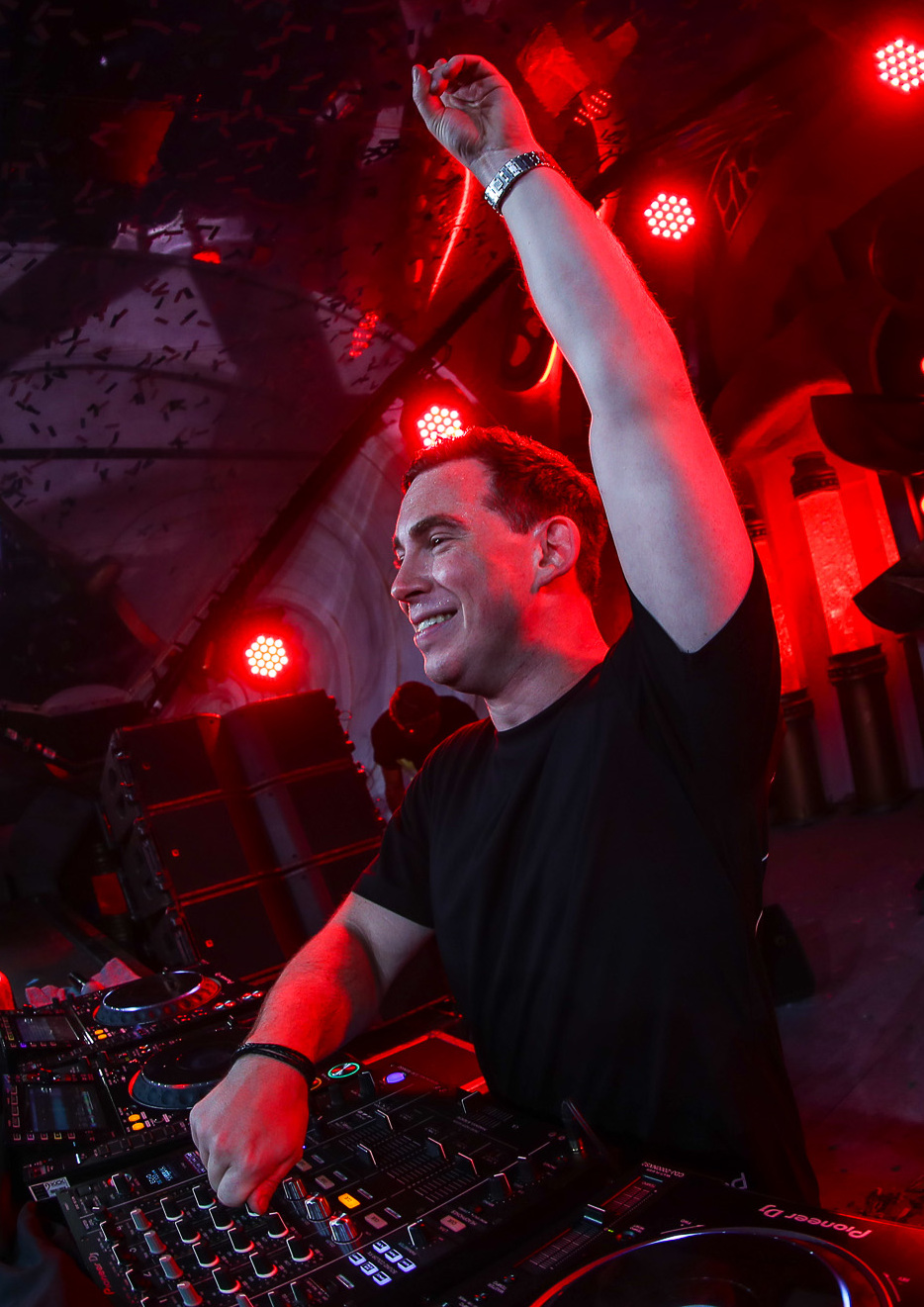
Hardwell beim Tomorrowland 2018

Nachdem mehrfach das neunte Volumen seiner Kompilationsreihe „Hardwell presents Revealed“ angekündigt wurde, erschien am 5. Oktober 2018 die bereits im Vorjahr premierte Kollaboration mit dem italienischen DJ-Duo Vinai. Bisher wurde das Lied während Liveauftritten als Mash-Up mit dem Lied Can’t Hold Us von Macklemore, Ryan Lewis und Ray Dalton gespielt. Für das Release wurden Vocals vom US-amerikanischen Sänger und Rapper Cam Meekins aufgenommen, die in einem ähnlichen Stil wie die von Macklemore gehalten wurden. Die Veröffentlichung des Sampler-Albums wurde für den 12. Oktober 2018 angekündigt.
Mit dem Release von Hardwell presents Revealed Vol. 9 erschien auch die Solo-Single Kicking It Hard, erstmals gespielt auf dem diesjährigen Ultra Miami. Ebenfalls auf der Kompilation enthalten, war Hardwells Edit des Liedes The Beat des niederländischen Future-Bounce-Interpreten Mike Williams.
Am 18. Oktober 2018 trat er gemeinsam mit dem Metropole Orkest im Ziggo Dome zu seinem vorerst letzten offiziellen Konzert Symphony auf. Gemeinsam spielten sie unter dem Motto „The Global Revolution of Dance“ ein 130-Minütiges Set, das in drei Teilen die vergangenen vierzig Jahre der Dance-Musik widerspiegelte. Er verließ die Bühne mit Tränen in den Augen und den Worten „Thank you guys so much, I will be back.“ Zu Deutsch „Ich danke euch vielmals Leute, ich werde zurückkommen.“ Erwartungsgemäß war sein vorerst letzter Auftritt jedoch zwei Tage später bei der Revealed Night seines Labels. Als Überraschungsgast spielte er ein Set mit mehreren persönlichen Freunden. Zusammen mit Mike Williams präsentierte er deren erste gemeinsame Kollaboration, mit Dannic führte er die fürs Tomorrowland Festival erwartete Kollaboration Chase The Sun erstmals auf, die bisher lediglich von Dannic gespielt wurde. Ebenfalls zu sich auf die Bühne holte er Kaaze und Dada Life. Hardwell bekräftigte zum Schluss das Versprechen, dass seine Pause nur temporär sei. Als letztes Lied spielte er seinen Track mit Dyro aus dem Jahr 2013 Never Say Goodbye.
Am 2. November 2018 begann er über mehrere soziale Netzwerke seine Karriere Revue passieren zu lassen. Unter dem Motto „The Story of Hardwell“ teilte er Bilder und Aufnahmen aus den Anfängen seiner Karriere. Dabei ging er Jahr um Jahr voran und unterteilte die Posts in Live-Auftritte, Produktionen und Kontakte zu anderen Musikern.

#### Winter 2018:How You Love Me
Über „Spinnin’ Records“ wurde Mitte November 2018 die Veröffentlichung des Liedes How You Love Me angekündigt. Dabei handelt es sich um eine Zusammenarbeit mit dem britischen Musiker Conor Maynard und dem US-amerikanischen Rapper Snoop Dogg. Der Song stellt ein kommerzielles Release des DJs dar und erschien am 7. Dezember 2018.

### 2019: Follow-Up- und Sommer-Singles
Nach der Premiere des Songs beim Tomorrowland 2018 erschien das lang erwartete Apollo-Follow-Up Being Alive am 4. Januar 2019. Dabei handelt es sich um eine Zusammenarbeit mit der Sängerin Katt Niall, die bei der Single unter dem Pseudonym JGUAR auftaucht. Wenige Tage vor dem Release postete Hardwell in verschiedenen sozialen Netzwerken einen Teaser, der eine Fusion aus animierten Umgebungen, seinem Auftritt auf dem Tomorrowland sowie einem Lyric-Video darstellt.
Anfang 2019 spielte Dannic die erste gemeinsame Produktion seit Survivors im Jahr 2015. Diese trägt den Titel Chase the Sun und wurde am 8. Februar 2019 veröffentlicht. Der Progressive-House-Song wurde von der britischen Sängerin Kelli-Leigh gesungen.
Ende Februar 2019 gab Hardwell bekannt, dass die beim ADE 2018 gemeinsam premierte Kollaboration mit dem niederländischen Future-House-Produzenten Mike Williams im März 2019 erscheinen würde. Mit dem Titel I’m Not Sorry wurde der Future-Bounce-Track am 8. März 2019 veröffentlicht. Als Gastsängerin war die niederländische Sängerin und Songwriterin PollyAnna zu hören. Das offizielle Musikvideo wurde in der thailändischen Provinz Phuket gedreht und zeigt die Asia’s-Next-Top-Model-Teilnehmerin Dorothy Petzold in der Hauptrolle.
In der letzten Maiwoche veröffentlichte Hardwell eine Handynummer, unter der man mit seinem WhatsApp-Bot in Kontakt treten konnte. Hier wurde für den 31. Mai 2019 das Lied Summer Air angekündigt und mit einer ersten Preview versehen. Gesungen wird der Song vom kanadischen Sänger und Songwriter Trevor Guthrie, während Hardwell beim Schreiben und Produzieren des Songs vom niederländischen Musiker Beau Collins und dem Folkpop-Duo Bright Sparks unterstützt wurde. Das Lied wurde als ein Sommersong beschrieben, der von Gitarren- und Blasinstrument-Sounds begleitet wird.
Am 1. Juli 2019 kündigten Hardwell und Quintino auf ihren Social-Media-Präsenzen bekannt, dass ihre dritte Kollaboration Reckless kurz in Kürze veröffentlicht werden würde. Der Song erschien am 19. Juli 2019 über „Spinnin’ Records“ und orientiert sich wie ihrer vorherigen Zusammenarbeiten am Dirty-Dutch-Sound. Am 16. August 2019 veröffentlichte er seine, im Juni 2018 erstmals gespielte Oldschool-ID unter dem Titel Retrograde. Diese griff jenen Musikstil auf, den er zwischen 2010 und 2011 vertrat, gemischt mit Merkmalen des Minimal House. Auf Spotify zählte das Lied nach drei Monaten mehrere Millionen Klicks.
Am 30. August 2019 veröffentlichte Hardwell die Kompilation Hardwell presents „Revealed Vol. 10“ . Diese enthielt neben Revealed-Veröffentlichungen aus dem vergangenen Jahren, auch die neuen Lieder Go To War mit Suyano und Drop To the Floor mit Richie Loop. Letzteres wurde in Vollversion veröffentlicht. Im Oktober 2019 veröffentlichte Hardwell gemeinsam mit den US-amerikanischen Produzenten Deorro und Mak-J sowie dem Rapper Fatman Scoop das Lied Left Right. Go To War wurde am 22. November 2019 als offizielle Single veröffentlicht. Den Gesang steuerte der Ex-Punksänger Robin Van Loenen bei, der zuvor bereits am Songwriting von I’m Not Sorry sowie Suyanos Single Playing in the Sun beteiligt war.

### 2020:The Story of Hardwell
Nachdem er in den sozialen Netzwerken seit seinem Rückzug aus dem Rampenlicht seine Karriere mit Bildern und Videos revue passieren ließ, kam er Ende Januar 2020 in der Gegenwart an und veröffentlichte zur Feier dessen das Kompilationsalbum The Story of Hardwell. Das Best-Of-Album enthielt die größten Erfolge des Niederländers. Zur selben Zeit war er Teil der zweiten Episode des „Revealed“-Podcasts, in der er mitunter erzählte, wie es ihm seit seinem Tourstopp erging und wie es bei seinen Studioarbeiten voran geht. Hardwell gab dabei bekannt, dass er freier komponieren könne und sich nicht mehr verpflichtet fühle, Musik zu produzieren, die in seine Livesets passen muss. Er wäre sich jedoch noch nicht sicher, ob er die neuen Songs als Studioalbum oder als Single-Veröffentlichungen präsentieren wird.

### 2021:Revealed 10 Year Anniversary Remixed
Am 15. Januar wird die 500. Folge seiner Radioshow Hardwell On Air veröffentlicht. Nach dieser Jubiläumsfolge wird die Show vorerst abgesetzt.
Nachdem bereits im November des Vorjahres ein Remix von Chocolate Puma zu Hardwells Single Badam veröffentlicht worden war, erschien am 21. Mai 2021 die EP Revealed 10 Year Anniversary Remixed zum zehnjährigen Jubiläum seines Plattenlabels „Revealed Recordings“. Diese besteht aus sechs seiner größten musikalischen Erfolge, die von verschiedenen Interpreten des Labels neu abgemischt wurden, wobei der Song Apollo in zwei neuen Versionen zu hören ist. Unter den Produzenten sind Hardwells langjährige Kollaborationspartner Sick Individuals und Dr Phunk.
Beim Amsterdam Dance Event (ADE) 2021 veranstaltete Revealed Recordings eine eigene Party mit dem Titel Revealed Day während der Abschlusszeremonie, bei der eine Vielzahl an Künstlern des Plattenlabels, darunter Blasterjaxx, Sick Individuals und Dr. Phunk gemeinsam auftraten, lud Kaaze Hardwell auf die Bühne ein und spielte mit den Worten „Noch ist es nicht offiziell aber es kommt“ auf ein Comeback an. Mit Tränen betrat Hardwell die Bühne und erklärte, wie sehr er das Publikum vermisse.

### 2022: Comeback

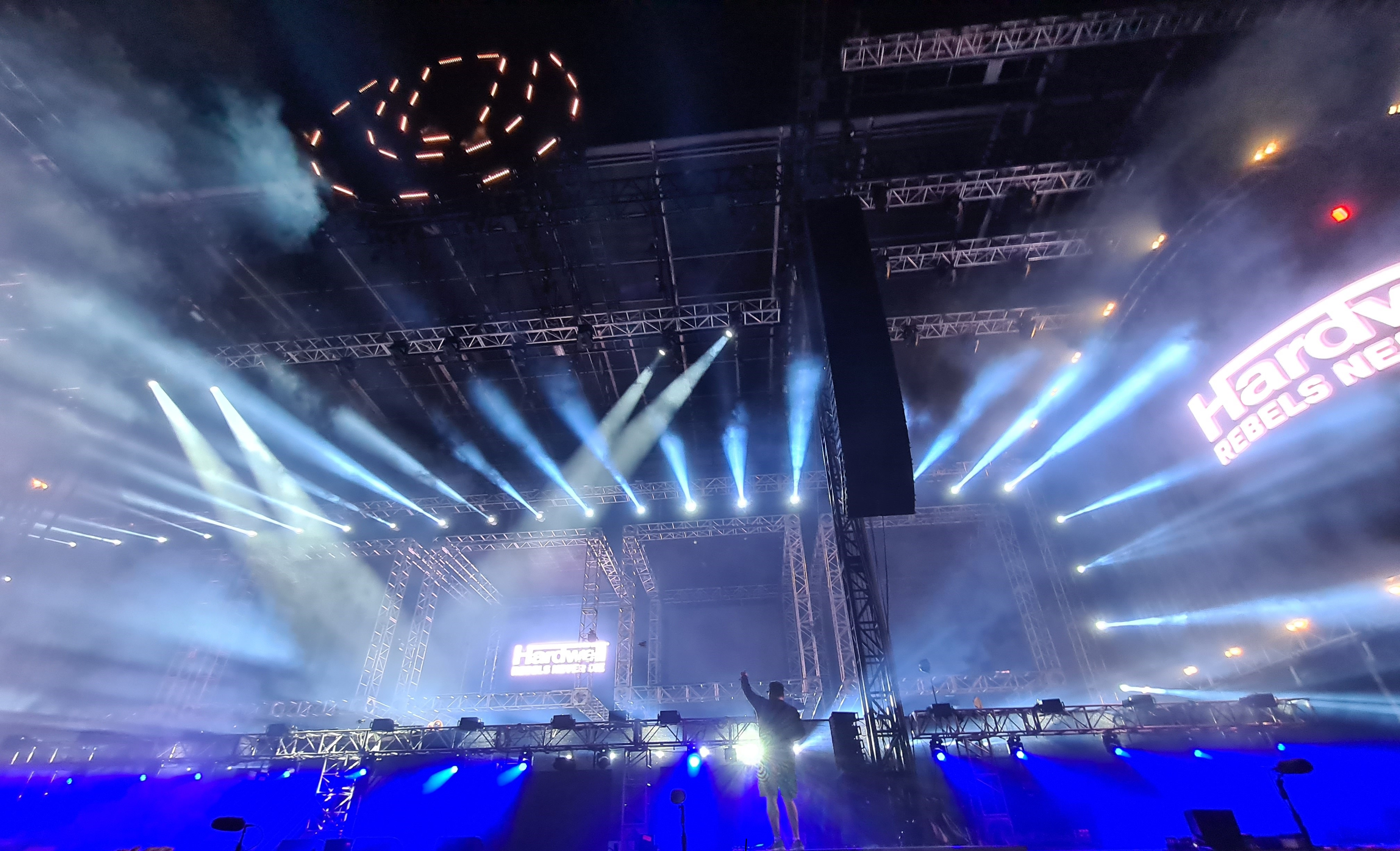
Hardwell während seines Comeback-Auftritts beim UMF 2022

#### Frühjahr 2022: Auftritt beim Ultra Music Festival
Bereits ab Oktober 2021 wurde darüber spekuliert, dass Hardwell beim Ultra Music Festival 2022 sein Comeback feiern würde. Anlass gab eine vom Veranstalter gepostete Line-Up-Grafik, die alphabetisch geordnet die Logos der Künstler zeigte, wobei ein Logo, das zwischen Gareth Emery und Illenium platziert ist, verschwommen dargestellt wird. Außerdem bezeichnete der Organisator den Act, der das letzte Set der Ausgabe spielen würde, als „einen, der ikonischen Interpreten der Geschichte der elektronischen Musik.“
Am 18. März 2022 veröffentlichte „Billboard“ einen Artikel, in dem sie bekannt gaben, dass es sich beim Closing-Set des Ultra Music Festivals um Hardwell handele. Dabei beriefen sie sich auf mehrere interne Quellen und die Tatsache, dass Anna Knaup, die Managerin des Musikers, dies auf Nachfragen nicht abstritt. Erst während des Intros und seinem Erscheinen auf der Bühne gaben auch die Veranstalter bekannt, dass Hardwell als Special Guest die Ausgabe des Festivals beenden würde. Bei seinem Auftritt spielte er mit Ausnahme weniger A-cappella-Versionen ausschließlich neue Musik, wobei er sich von seinem bisherigen Musikstil entfernte und vor allem die Genres Techno und Future-Rave bediente.

#### Sommer bis Herbst 2022:Rebels Never Die
Parallel mit seinem Auftritt beim Ultra Music Festival wurde eine Studioalbum mit dem Titel Rebels Never Die, das am 9. September 2022 veröffentlicht wurde, sowie eine dazugehörige Welttournee mit 24 Stopps angekündigt. Mit dabei sind Konzerten in der UBS Arena in New York, dem Sacher Park in Jerusalem und der Barclays Arena in Hamburg. Außerdem spielt er im Zuge der Tournee bei Festivals wie dem Tomorrowland, Ultra Europe und Creamfields.
Am 1. April 2022 erschienen die Lieder Broken Mirror und Into the Unknown als Vorboten des Albums Rebels Never Die, die zugleich die ersten beiden Tracks seines Ultra-Music-Festival-Sets darstellten. Broken Mirror ist eine Spoken-Word-Produktion, in der Hardwell mit Fragen wie „Lebe ich den Traum? Oder bin ich der Gefangene meiner eigenen Werke?“ Bezug auf seine bisherige Karriere nimmt und mit Aussagen wie „Deine Meinung über mich definiert nicht, wer ich bin. Denn ich weiß, wer du erwartest, dass ich zu sein habe. Jetzt werde ich dir zeigen, wer ich wirklich bin.“ einen Neustart ankündigt. Into the Unknown wird als „stechendes Techno-Release mit rauen, zerreißenden Schwaden von Synthesizern und oszillierenden melodischen Arpeggios“ beschrieben. Bis zur Veröffentlichung des Albums Rebels Never Die wurden im Takt von zwei Wochen alle 14 Titelsongs vorab veröffentlicht. Das Lied F*cking Society, an dem er laut eigener Aussage über zwei Jahre arbeitete, bezeichnete Hardwell als seinen Favoriten.

### 2023: Comeback „Hardwell On Air“
Nachdem er seine Radiowshow „Hardwell On Air“ nach der 500. Folge pausiert hat, wurde die Show am 3. November 2023 mit der 501. Folge wieder aufgenommen. Im Jahr 2023 wurde Hardwell die Ehrenbürgerschaft seiner Heimatstadt Breda verliehen.

### 2024
Anfang 2024 wurde eine neue Tulpensorte nach Hardwell benannt.

## Rolle als Labelchef
Im Jahr 2010 gründete er das Plattenlabel „Revealed Recordings“ als Plattform für junge Talente aus dem Bereich der elektronischen Tanzmusik. Die Praxis, die für das Leiten eines solchen Unternehmens notwendig ist, erlangte er durch seinen ersten Plattenvertrag beim niederländischen Label „Digidance“. Hier besaß er ein eigenes kleines Studio und war Teil zahlreicher Konferenzen und Meetings der Führungskräfte. Er übte von Beginn an einen großen Einfluss auf die künstlerische Ausrichtung des Unternehmens aus und übernahm bei einem Großteil der Lieder das finale Mixing und Mastering. Durch die Gründung verschiedener Imprints zielte er seit 2018 auch vermehrt auf die Veröffentlichungen von Liedern aus den Reihen der Community und Newcomern ab. Nach seinem Rückzug aus dem Rampenlicht investierte Hardwell einen Teil seiner gewonnenen Zeit in den Ausbau seines Labels. Nicht nur war er als eine Art Mentor und Leiter anwesend, auch sorgte er für eine Expansion des Firmensitzes, eine Modernisierung der Büroräume und Studios sowie die Organisation der Events und Festivals.

## Musikstil

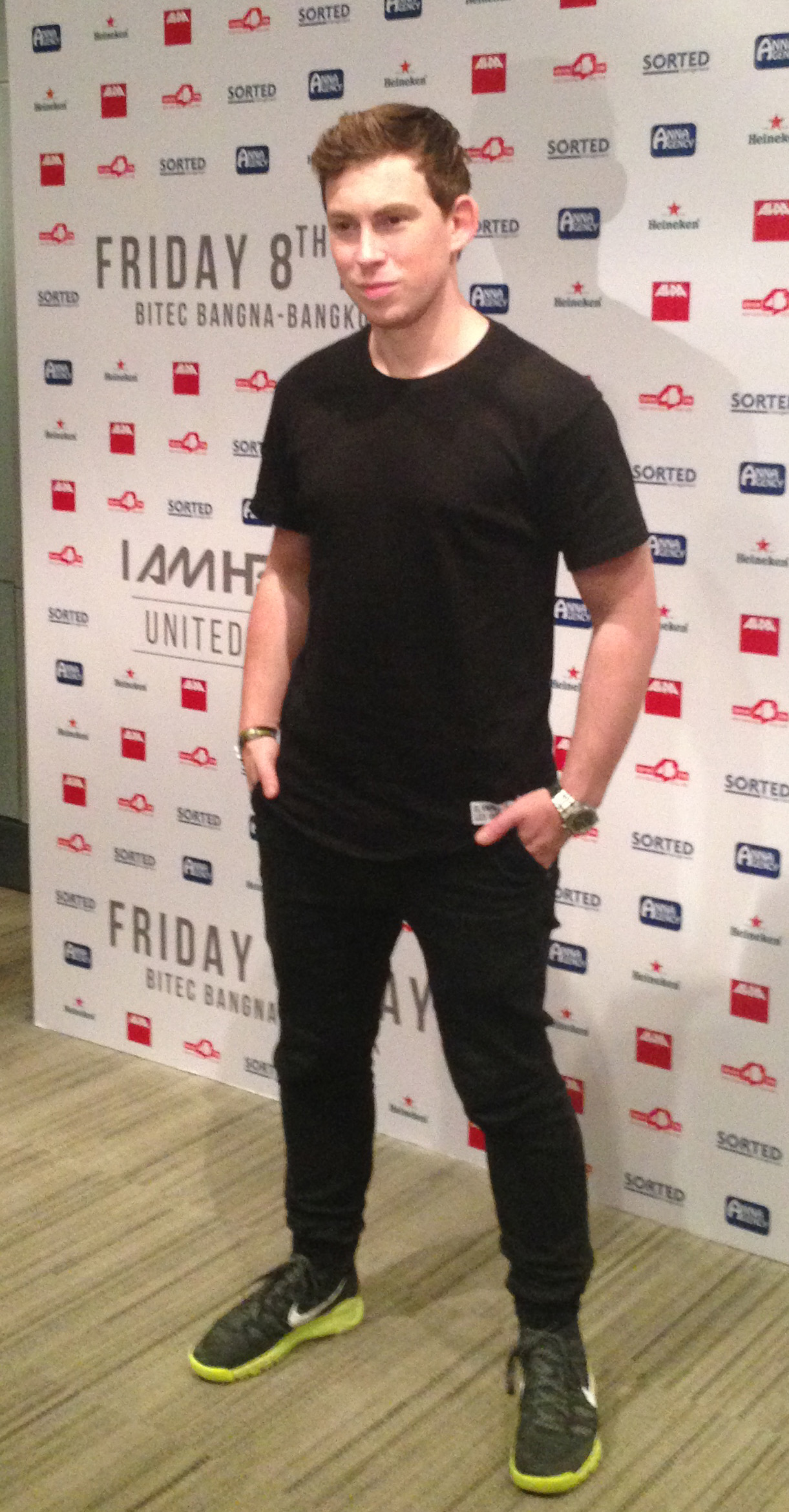
Hardwell in Bangkok

Hardwells Stil lässt sich in den Bereich der elektronischen Musik einordnen. Zu Beginn seiner Karriere bewegte er sich in der Hip-Hop-Underground-Schiene. Zwischen 2005 und 2006 richtete er seinen Stil housiger aus und mit der Zeit basierten seine Produktionen immer mehr auf einer Mischung aus Tech-House und Dirty-Dutch. Um das Jahr 2008 herum wurden seine Lieder langsamer und kommerzieller. Parallel experimentierte er mit Elementen aus anderen Genres; dabei entstanden unter anderem Build-Ups, die dem Jahre später entstandenen Big-Room-Genre sehr ähnelten. Mit der 2009 erschienenen Single Feel So High veröffentlichte er einen Tech-House-Song, der dem – insbesondere zu dem Zeitpunkt – aussterbenden, klassischen Progressive-House entsprach.
Zu Beginn des Jahres 2010 schloss er sich dem wachsenden EDM-Genre an und steigerte mit Singles wie Move It 2 The Drum oder Asteroid sein Talent im Bereich des Produzierens. 2011 erschienen mit Zero 76 und Encoded seine ersten erfolgreichen Singles im Bereich des Electro-House. Mit Spaceman war er 2012 Mitbegründer der Big-Room-Szene und etablierte sich endgültig in diesem Subgenre. Ein Jahr später erschien die Single Never Say Goodbye, die ihm einen Platz in dem modernen Progressive-House-Stil verschafften. Bis 2015 ließen sich seine Singles lediglich in diesen beiden Bereiche einordnen.
Auf seinem Studioalbum United We Are vertrat er mit der Produktion Echo erstmals Trance- und mit Birds Fly Deep-House-Klänge, für die er sehr positive Rückmeldungen erhielt. Zudem folgte mit Chameleon ein Lied im Jungle-Terror-Stil, den er durch die mit W&W entstandenen Nummer Get Down weiterführte. Erstmals seit Don't Stop the Madness erschien im Frühjahr 2016 mit Hollywood ein Song, der nach langem wieder dem Bereich des Dirty-Dutch entsprach.
Ab 2015 orientierten sich seine Synthes immer mehr an Hardstyle-Samples. Bereits seine Headhunterz-Kollaboration Nothing Can Hold Us Down ist allein auf Hardstyle basierenden Sounds entstanden. Auch seine Solo-Produktionen Run Wild und What We Need enthalten unzählige Merkmale dieses Genres. Weiterhin präsentierte er beim „Biggest-Guestlist“-Festival in Mumbai den Song Wake Up Call, der anfangs als eine Kollaboration mit Hardstyler Atmozfears gehandelt wurde, jedoch von Hardwell selber als eine Solo-Produktion bestätigt wurde.
Seit 2016 spielt er – im Gegensatz zu vorher – nicht nur einen Hardstyle-Drop als Finale seiner Sets, sondern bei der letzten „I-Am-Hardwell“-Show am Hockenheimring in Deutschland sogar acht einzelne Titel. Seine dort erstmals präsentierte Zusammenarbeit mit Atmozfears, die nahezu keine Merkmale seines Big-Room-Stils enthält. Ebenso erging es einer Zusammenarbeit mit Hardstyle-Newcomer Dr Phunk, die Ende 2016 präsentiert wurde. Im Juni 2017 erschien zudem eine Solo-Produktion im Hardstyle. Mit seiner Single No Holding Back orientierte er sich erstmals in Richtung UK-Garage. Ebenfalls vertrat er seit seiner Funkerman-Collab Where Is Here Now erstmals wieder Elemente des Deep- und Tech-House.
Am 7. Januar 2017 veröffentlichte er das Lied Party Till the Daylight, das eine Produktion aus dem Bereich des Bass-House darstellt, womit Hardwell in diesem Genre debütierte. Seine Kollaboration Powermove mit dem Duo Moksi unterstrich seine Aktivität in dem entsprechenden Genre.
Beim Ultra Music Festival premierte er mit dem Lied Creatures of the Night sein Debüt im Future-Bass-Stil. Ein weiterer beim UMF 2017 premierter Track war das Lied Badam, das in Zusammenarbeit mit Henry Fong und Mr. Vegas entstand. Hierbei produzierte er erstmals einen Song, der die Bereiche Moombahton und Trap abdeckt. Zur gleichen Zeit war auch der, mit KURA und Anthony B produzierte Track Police (You Ain’t Ready) Teil seiner Sets. Große Teile dieses Tracks bestehen aus vollständig in den Bereich des Reggaes einzuordnenden Elementen.
Eine ID mit W&Ws Trance-Alias NWYR lässt nach den Crossover-Tracks Echoe und Off the Hook auf eine erste vollständige Produktion im Trance-Genre schließen. Der Song wurde nie veröffentlicht. Nachdem im Jahr 2017 durch Lieder wie Free Tibet (Vini Vici Remix) und Great Spirit das Genre Psytrance den größten Aufschwung seit langem erfuhr, nahm er verschiedene Lieder aus diesem Stil in seine Live-Sets auf. Gemeinsam mit Timmy Trumpet veröffentlichte er Ende Januar 2018 das Lied The Underground, das auch kleinere Einflüsse des Psytrance’ enthielt.
Im Frühjahr 2018 veröffentlichte Hardwell einen weiteren kommerziellen Track. Dieser trägt den Titel Ze Willen Mee und stellte seinen ersten niederländisch-sprachigen Song und wird stark vom Hip-Hop-Stil beeinflusst. Später im Jahr produzierte er gemeinsam mit dem niederländischen Trance-Musiker Maurice West einen Remix zu Cascadas Version des Liedes Everytime We Touch, der seinen sowie auch Wests ersten Hands-Up-Song darstellt.
Der 2019 veröffentlichte Track I’m Not Sorry wurde mit dem Future-Bounce-DJ Mike Williams aufgenommen und orientiert sich auch an dessen Musikstil.
Beim Ultra Music Festival 2022 spielte Hardwell ein Set, das aus neuen Liedern bestand, die einen neuen Musikstil präsentierten. Kat Bein von „Billboard“ beschrieb seinen neuen Stil als „harten, dunklen and pulsierenden Techno“ und charakterisierten ihn „einen verfeinerten einen gleichmäßigen, knallharten Beat, donnernde Kickdrums und kleine Hinweise auf die Markenzeichen seiner Vergangenheit.“ Jennifer Lindner von „DJ Mag“ spricht von „härterem und düsterem „Rave“ Sound, der auch schon im „Future Rave“ wiederzufinden ist“. Auch sie erwähnt „technoide Muster […] hinsichtlich des Arrangements der Drum- und Bassparts“.

## Equipment
Bis 2015 produzierte Hardwell noch in seinem Elternhaus in Breda. Am 20. Januar 2015 stellte Hardwell erstmals sein aktuelles Studio vor. Designed wurde dies vom Studio-Designer Jan Morel.
Er arbeitet im Studio unter anderem mit einem Roland A-49 MIDI Keyboard Controller White, Crane Song Avocet Remote II und einem Solid State Logic XLogic G Series Compressor. „reFX Nexus 2“ zählt er zu einem seiner meist verwendesten Plugins. Am 11. März 2015 veröffentlichte er ein Soundset für die Synthesizer Software „Sylenth1“.
Auf seinen Auftritten sieht man Hardwell meistens mit Sennheiser HD 25 II Kopfhörern. Laut seinem Technical Rider arbeitet er als Mixer mit einem Pioneer DJM-900 Nexus 2. Zudem enthält sein Set-Up vier miteinander verknüpfte Pioneer CDJ 2000NSX2.

## Persönliches

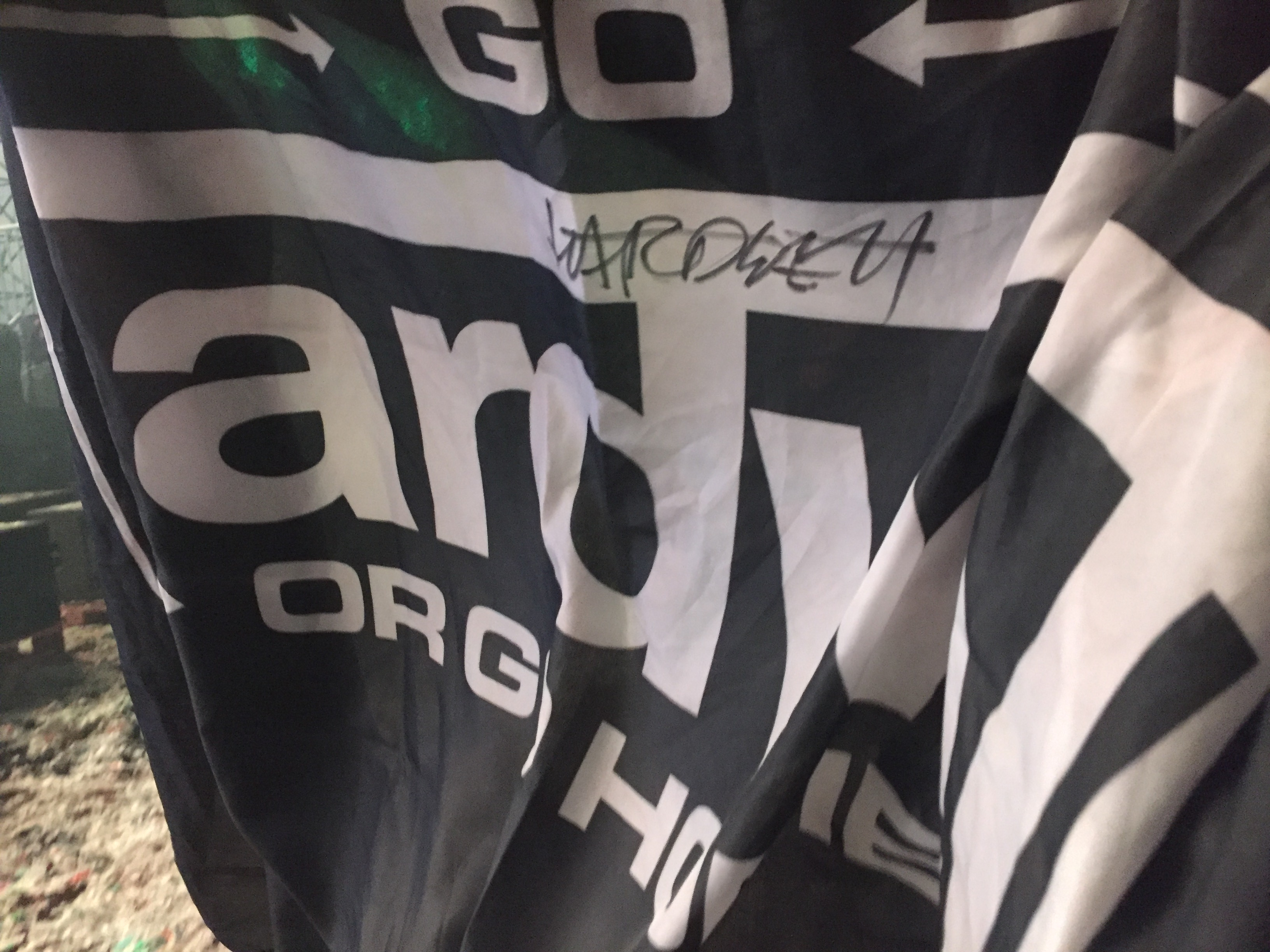
Hardwells Unterschrift auf einer Flagge

Seine Mutter Anneke und sein Vater Cor van de Corput sind in einer Stiftung für DJs aktiv, die versucht, den Künstler vor Folgen eines Vertrags mit unter anderem Managern und Plattenlabeln zu schützen. So äußerte sich sein Vater auch zu Martin Garrix’ Auseinandersetzung mit „Spinnin’ Records“: „Er erkannte bei Unterzeichnung absolut nicht, dass er nicht Besitzer seiner eigenen Musik ist […] Er ist das typische Beispiel eines kleinen Jungen, der die Musikwelt betritt, mit Fachleuten verhandeln und zu diesem Zeitpunkt die Folgen der Unterzeichnung des Vertrages nicht erkennt“.
In jungen Jahren war Hardwell zudem in mehreren Bereichen des Kampfsports aktiv, darunter im Judo und Martial Arts. Weiterhin war er im Jahr 2016 als Synchronsprecher im Animationsfilm Pets zu hören. Dort sprach er den Mops Mel. Ausschlaggebend dafür war, dass er zu der Zeit selber Besitzer eines Mops namens Jäger war.
Von 2014 bis 2017 waren Hardwell und die niederländische Event-Managerin Yanicke Agnes in einer Beziehung. Diese lernten sich 2013 in einer Bar seiner Heimatstadt Breda kennen. Im August 2016 gab er bekannt, dass Agnes und er sich trennten. Als Hauptgrund nannte er die beruflichen Tätigkeiten in unterschiedlichen Zeitzonen. Im Februar 2017 wurde bekanntgegeben, dass er mit der ebenfalls aus Breda stammenden Journalistin Sharon Timmermanns liiert wäre.
In seiner Facebookerklärung am 7. September 2018, in der er seine Auszeit ankündigte, erklärte er, er bräuchte mehr Zeit für seine Familie.
Sein jährliches Gehalt wird auf 9,5 Millionen Euro geschätzt.

## Philanthropie

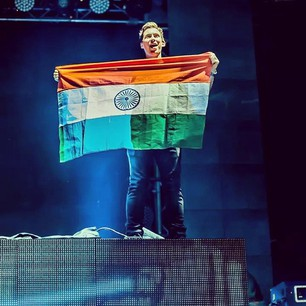
Hardwell bei der „Biggest Guestlist“

Gemeinsam mit der Wohltätigkeitsorganisation Anna Agency sowie der indischen Wohltätigkeitsorganisation United Welfare Trust gründete Hardwell 2015 die United We Are Foundation mit der er fortan das Magic Bus Charity Projekt, das Kindern aus armen Verhältnissen in Indien eine bessere Bildung ermöglichen soll, unterstützen wollte.
Von den Einnahmen seines I Am Hardwell-Konzerts in Gelsenkirchen im September 2015 spendete er pro Besucher einen Euro an die United We Are Foundation, wodurch 40.000 Euro zusammenkamen. Weitere 10.000 Euro spendete der Veranstalter BigCityBeats.
Am 13. Dezember 2015 veranstaltete Hardwell im D.Y. Patil Stadium in Mumbai ein Benefizkonzert mit dem Titel The Biggest Guestlist, das von über 75.000 Leuten besucht wurde. Alle Einnahmen des Festivals sowie eines Aufrufs für Spenden der Fans kamen der United We Are Foundation zugute, wodurch laut der Foundation 18.000 Kindern eine bessere Bildung gesichert werden konnte.
Am 16. Juni 2016 war Hardwell Teil einer Charity-Veranstaltung, die im UNO-Hauptquartier in New York City stattfand. Organisiert wurde das Event vom niederländischen Außenministerium gemeinsam mit der Johan-Cruyff-Stiftung.
Für das letzte Konzert seiner I Am Hardwell – United We Are Tournee, das am 27. August 2016 in Hockenheim stattfand, kündigte er erneut eine Spendenkampagne an. Wieder wurde pro Besucher ein Euro gespendet, wodurch 40.000 Euro für die United We Are Foundation zusammenkamen.
Am 3. Dezember 2017 war Hardwell ein weiteres Mal Teil des World’s Biggest Guestlist Festivals in Mumbai. Hierbei hostete er den dritten Tag des Festivals, wobei er unter anderem von W&W und Kill The Buzz begleitet wurde. Auch hier wurden mit dem Ziel 100.000 Kindern bessere Bildung zu sichern, alle Einnahmen gespendet sowie die Fans zum Spenden aufgerufen.

## Merchandise

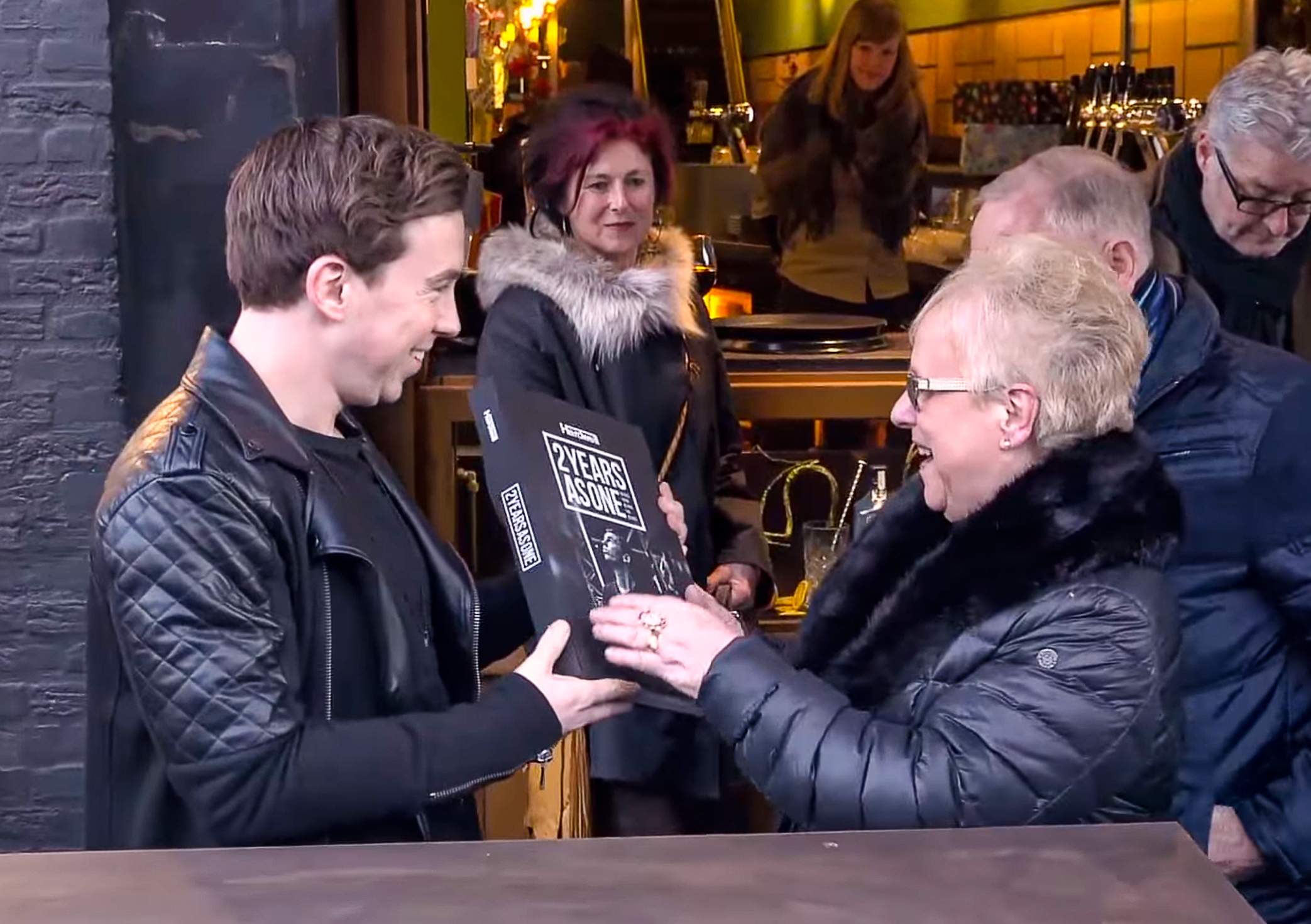
Hardwell übergibt seinen Großeltern das Fotobuch 2 Years as One

Am 7. Oktober 2015 ging der „Revealed Store“ online. In diesem konnten neben der Musik, die auf dem Label veröffentlicht wurde, sondern auch Kleidungsstücken, Accessoires und andere Fan-Artikel im Stil von Hardwell und von „Revealed Recordings“ erworben werden.
Am 19. November 2015 brachte er eine Actionfigur auf den Markt. Diese wurde mit Hilfe von 3D-Druck-Technik kreiert.
Am 28. November 2016 veröffentlichte Hardwell in Zusammenarbeit mit dem niederländischen Verlag „Uitgeverij Komma“ das Fotobuch 2 Years as One. Die enthaltenden Fotografien wurden vom niederländischen Fotografen Joep van Aert geschossen, der den DJ zwei Jahre lang auf seiner Tournee und zahlreichen Auftritten begleitete.
Am 2. Oktober 2017 gab Hardwell auf seinen sozialen Netzwerken bekannt, sein erstes eigenes Parfüm mit dem Namen „Hardwell Eclipse“ zu veröffentlichen. Im Zuge des ADE wurde der Duft unter dem Motto „The New Sound in Fragrance“ am 20. Oktober 2017 in Amsterdam vorgestellt.

## Diskografie
Studioalben

| Jahr | Titel            | Höchstplatzierung, Gesamtwochen, AuszeichnungChartplatzierungen (Jahr, Titel, Platzierungen, Wochen, Auszeichnungen, Anmerkungen) | Höchstplatzierung, Gesamtwochen, AuszeichnungChartplatzierungen (Jahr, Titel, Platzierungen, Wochen, Auszeichnungen, Anmerkungen) | Höchstplatzierung, Gesamtwochen, AuszeichnungChartplatzierungen (Jahr, Titel, Platzierungen, Wochen, Auszeichnungen, Anmerkungen) | Höchstplatzierung, Gesamtwochen, AuszeichnungChartplatzierungen (Jahr, Titel, Platzierungen, Wochen, Auszeichnungen, Anmerkungen) | Höchstplatzierung, Gesamtwochen, AuszeichnungChartplatzierungen (Jahr, Titel, Platzierungen, Wochen, Auszeichnungen, Anmerkungen) | Höchstplatzierung, Gesamtwochen, AuszeichnungChartplatzierungen (Jahr, Titel, Platzierungen, Wochen, Auszeichnungen, Anmerkungen) | Anmerkungen                                              |
| Jahr | Titel            | DE | AT | CH | UK | US | NL | Anmerkungen                                              |
| ---- | ---------------- | --- | --- | --- | --- | --- | --- | -------------------------------------------------------- |
| 2015 | United We Are    | DE11 (3 Wo.)DE | AT6 (4 Wo.)AT | CH4 (4 Wo.)CH | UK83 (2 Wo.)UK | US85 (2 Wo.)US | NL1 Gold · (22 Wo.)NL | Erstveröffentlichung: 23. Januar 2015 Verkäufe: + 20.000 |
| 2022 | Rebels Never Die | — | — | — | — | — | NL29 (1 Wo.)NL | Erstveröffentlichung: 8. September 2022                  |

## Auszeichnungen und Nominierungen
| Jahr | Auszeichnungen            | Kategorie                              | Werk                                         | Ergebnis  | Quelle  |
| ---- | ------------------------- | -------------------------------------- | -------------------------------------------- | --------- | ------- |
| 2012 | IDMA                      | Best Break-Through DJ                  | Hardwell                                     | Gewonnen  | [ 197 ] |
| 2012 | DJ Awards                 | Best European DJ                       | Hardwell                                     | Nominiert | [ 198 ] |
| 2013 | IDMA                      | Best Global DJ                         | Hardwell                                     | Gewonnen  | [ 199 ] |
| 2013 | IDMA                      | Best Radio Mix Show DJ                 | Hardwell                                     | Nominiert | [ 199 ] |
| 2013 | IDMA                      | Best Remixer                           | Hardwell                                     | Gewonnen  | [ 199 ] |
| 2013 | IDMA                      | Best Electro/Progressive House Track   | Hardwell – Spaceman                          | Nominiert | [ 199 ] |
| 2013 | IDMA                      | Best Electro/Tech House Track          | Hardwell – Spaceman                          | Nominiert | [ 199 ] |
| 2013 | IDMA                      | Best Podcast                           | Hardwell – Hardwell On Air                   | Nominiert | [ 199 ] |
| 2013 | DJ Awards                 | Best Electro-House                     | Hardwell                                     | Gewonnen  | [ 200 ] |
| 2014 | DJ Awards                 | Best Electro-House                     | Hardwell                                     | Gewonnen  | [ 200 ] |
| 2014 | MTV European Music Awards | Best Dutch Act                         | Hardwell                                     | Nominiert | [ 201 ] |
| 2014 | MTV European Music Awards | Best Electronic Act                    | Hardwell                                     | Nominiert | [ 201 ] |
| 2014 | MTV European Music Awards | Best World Performance                 | Hardwell                                     | Nominiert | [ 201 ] |
| 2014 | IDMA                      | Best Global DJ                         | Hardwell                                     | Gewonnen  | [ 202 ] |
| 2014 | IDMA                      | Best Progressive House/Electro DJ      | Hardwell                                     | Gewonnen  | [ 202 ] |
| 2014 | IDMA                      | Best Producer                          | Hardwell                                     | Nominiert | [ 202 ] |
| 2014 | IDMA                      | Best Electro/Progressive House Track   | Hardwell feat. Amba Shepherd – Apollo        | Nominiert | [ 202 ] |
| 2014 | IDMA                      | Best Featured Vocalist Performance     | Hardwell feat. Amba Shepherd – Apollo        | Gewonnen  | [ 202 ] |
| 2014 | IDMA                      | Best Podcast or Radio Mixshow DJ       | Hardwell – Hardwell On Air                   | Nominiert | [ 202 ] |
| 2015 | IDMA                      | Best Global DJ                         | Hardwell                                     | Gewonnen  | [ 203 ] |
| 2015 | IDMA                      | Best Progressive House/Electro DJ      | Hardwell                                     | Gewonnen  | [ 203 ] |
| 2015 | IDMA                      | Best Artist                            | Hardwell                                     | Nominiert | [ 203 ] |
| 2015 | IDMA                      | Best Producer                          | Hardwell                                     | Nominiert | [ 203 ] |
| 2015 | IDMA                      | Best Remixer                           | Hardwell                                     | Nominiert | [ 203 ] |
| 2015 | IDMA                      | Best Electro/Progressive House Track   | Hardwell & Joey Dale feat. Luciana – Arcadia | Gewonnen  | [ 203 ] |
| 2015 | IDMA                      | Best Compilation or Full Length DJ Mix | Hardwell Presents Revealed Volume 5          | Gewonnen  | [ 203 ] |
| 2015 | IDMA                      | Best Podcast or Radio Mixshow DJ       | Hardwell – Hardwell On Air                   | Gewonnen  | [ 203 ] |
| 2015 | IDMA                      | Best Global Music Label                | Revealed Recordings                          | Nominiert | [ 203 ] |
| 2015 | DJ Awards                 | Best International DJ                  | Hardwell                                     | Gewonnen  | [ 204 ] |
| 2015 | DJ Awards                 | Best Electro/Progressive House         | Hardwell                                     | Gewonnen  | [ 205 ] |
| 2016 | IDMA                      | Best Global DJ                         | Hardwell                                     | Gewonnen  | [ 206 ] |
| 2016 | IDMA                      | Best European DJ                       | Hardwell                                     | Nominiert | [ 206 ] |
| 2016 | IDMA                      | Best Progressive House/Electro DJ      | Hardwell                                     | Gewonnen  | [ 206 ] |
| 2016 | IDMA                      | Best Artist                            | Hardwell                                     | Gewonnen  | [ 206 ] |
| 2016 | IDMA                      | Best Producer                          | Hardwell                                     | Nominiert | [ 206 ] |
| 2016 | IDMA                      | Best Remixer                           | Hardwell                                     | Nominiert | [ 206 ] |
| 2016 | IDMA                      | Best R&B/Urban Dance Track             | Hardwell feat. Jason Derulo – Follow Me      | Nominiert | [ 206 ] |
| 2016 | IDMA                      | Best Electro/Progressive House Track   | Hardwell feat. Jake Reese – Mad World        | Nominiert | [ 206 ] |
| 2016 | IDMA                      | Best Compilation or Full Length DJ Mix | Hardwell Presents Revealed Volume 6          | Gewonnen  | [ 206 ] |
| 2016 | IDMA                      | Best Podcast or Radio Mixshow DJ       | Hardwell – Hardwell On Air                   | Gewonnen  | [ 206 ] |
| 2016 | IDMA                      | Best Featured Vocalist Performance     | Hardwell feat. Jake Reese – Mad World        | Gewonnen  | [ 206 ] |
| 2016 | IDMA                      | Best Global Music Label                | Revealed Recordings                          | Nominiert | [ 206 ] |
| 2016 | NRJ Music Awards          | Hardwell                               | Best International DJ                        | Nominiert | [ 207 ] |
| 2016 | DJ Awards                 | Hardwell                               | Best International DJ                        | Nominiert |         |
| 2016 | DJ Awards                 | Hardwell                               | Best Big Room House DJ                       | Gewonnen  | [ 208 ] |